# Territórios do Noroeste
Os Territórios do Noroeste (NT ou NWT; em inglês: Northwest Territories; em francês: Territoires du Nord-Ouest; nas línguas atabascanas: Denendeh; em inuinnaqtun: Nunatsiaq; em inuktitut: ᓄᓇᑦᓯᐊᖅ) são um dos três territórios federais do Canadá (os outros dois são Yukon e Nunavut). Em uma área de aproximadamente 1 144 000 quilômetros quadrados e uma população de 41 786 habitantes no censo de 2016, é o segundo maior e o mais populoso dos três territórios do Norte do Canadá. Sua população estimada a partir de 2019 é de 44 420 habitantes. A cidade de Yellowknife tornou-se a capital territorial em 1967, seguindo as recomendações da Comissão Carrothers.
Os Territórios do Noroeste, uma parte do antigo Território do Noroeste, entraram na Confederação Canadense em 15 de julho de 1870, mas as fronteiras atuais só foram definidas em 1º de abril de 1999, quando o território foi dividido para criar Nunavut a leste, através da Lei de Nunavut e do Acordo de Reivindicações de Terras de Nunavut. Enquanto o bioma e o clima de Nunavut são majoritariamente tundra ártica, os Territórios do Noroeste tem um clima ligeiramente mais quente, e seu bioma é tanto floresta boreal quanto a tundra, e suas regiões mais setentrionais fazem parte do Arquipélago Ártico Canadense.
Os Territórios do Noroeste fazem fronteira com os outros dois territórios do Canadá, Nunavut a leste e Yukon a oeste, e pelas províncias da Colúmbia Britânica, Alberta e Saskatchewan ao sul.

## Etimologia
O nome foi adotado pelo governo britânico durante a era colonial para indicar onde estava o território em relação à Terra de Rupert. Na língua Inuktitut, os Territórios do Noroeste são chamados de: ᓄᓇᑦᓯᐊᖅ (Nunatsiaq) que significa "terra bonita."
Houve algumas discussões sobre a mudança do nome dos Territórios do Noroeste após a separação e criação de Nunavut, possivelmente para um termo de uma língua aborígene. Uma proposta foi Denendeh (uma palavra da língua athabaskan que significa "nossa terra"), como defendido pelo ex-primeiro-ministro Stephen Kakfwi, entre outros.
No final, uma pesquisa realizada antes da divisão mostrou que havia um forte apoio para manter o nome de "Territórios do Noroeste". Este nome tornou-se indiscutível e continuou a ser o mais apropriado após divisão, e ainda hoje este é o nome oficial do território.

## História
A história dos Territórios do Noroeste começa com o povoamento da região pelos povos das Primeiras Nações, e prossegue através da transformação do território nas províncias e outros territórios do Canadá, incluindo a moderna unidade administrativa dos Territórios do Noroeste. Quando os colonos europeus começaram a dividir o continente, os Territórios do Noroeste incluíam grande parte das regiões pouco povoadas do que hoje é o oeste do Canadá. Com o tempo, as províncias de Alberta, Saskatchewan e Manitoba foram formadas a partir do território. Em 1898, o território de Yukon tornou-se uma entidade separada e, em 1999, Nunavut foi formado a partir da seção leste.

### Primeiras Nações e exploradores ingleses, 1600
Muito antes da chegada dos europeus, os povos inuítes e as Primeiras Nações habitavam a área de terra que se tornou os Territórios do Noroeste. Os inuítes nativos incluíam as nações mackenzie, copper, caribou e central. Houve também muitas nações quando os europeus chegaram pela primeira vez, entre eles os yellowknives, chipewyan, sekani, beaver, nahanni, dogrib e slavey.
As expedições de Martin Frobisher na década de 1570 foram as primeiras visitas registradas aos Territórios do Noroeste por um europeu. Em 1610, Henry Hudson, enquanto procurava a Passagem do Noroeste, desembarcou brevemente na costa oeste da baía que leva seu nome. Sua descoberta abriu o interior do continente para uma maior exploração. Outros exploradores iniciais incluem Luke Foxe, John Davis, Robert Bylot, Thomas Button, George Weymouth, Thomas James e William Baffin.
Em 1670, o rei Carlos II concedeu uma carta ao governador e Companhia de Aventureiros da Inglaterra na Baía de Hudson, conhecida como Companhia da Baía de Hudson (HBC). E incluía a bacia hidrográfica da Baía de Hudson.

### Rios do Norte, 1700–1850

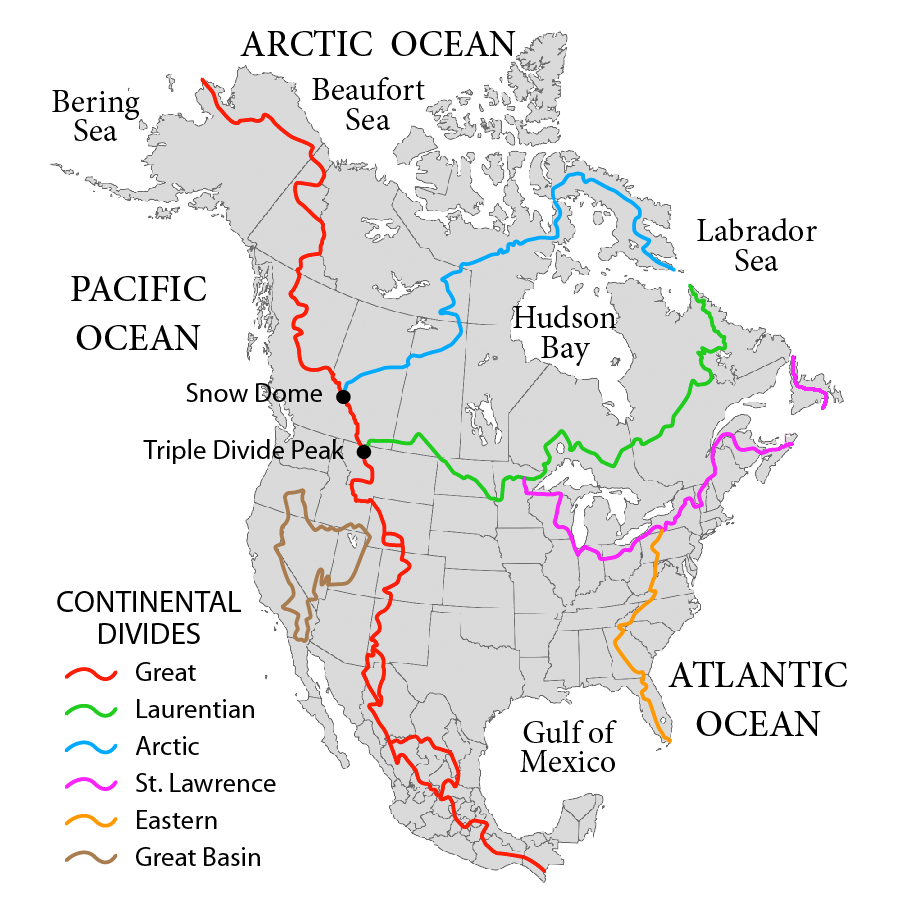
As divisões aquáticas na América do Norte.

Em 1700, o comércio europeu nos Territórios do Noroeste era dominado por duas empresas de comércio de peles: a Companhia da Baía de Hudson, sediada em Londres, na Inglaterra, e a Companhia do Noroeste, sediada em Montreal. O explorador do comércio de peles, Peter Pond, liderou o Methye Portage no vasto Território do Noroeste, onde os rios corriam para o norte e não para o leste. Em 1771, Samuel Hearne foi o primeiro europeu a chegar à costa do Oceano Ártico por uma rota terrestre através do rio Coppermine. Mais a oeste e dezoito anos depois, em 1789, Alexander Mackenzie chegou ao Oceano Ártico. O rio que ele navegou para chegar lá agora leva seu nome.
A York Factory serviu como sede da Companhia da Baía de Hudson (HBC). A HBC dependia das peles que viam da York Factory. A Companhia do Noroeste competiu com a HBC viajando pelo território obtendo peles. Alguns desses exploradores de comércio mantiveram os periódicos e os publicaram. O interesse público se desenvolveu como resultado.
À medida que os europeus aumentavam sua presença, eles envolviam as Primeiras Nações como guias e fornecedores de pele. Os chipewyan agiam como intermediários. Eles trouxeram para York Factory as peles das tribos ocidentais. Os cree, chipewyan, beaver e yellowknives obtiveram armas de fogo. Com essa nova vantagem, eles dominaram seus vizinhos atabascanos, ou seja, os povos slavey, sekani e dogrib.
No início de 1800, talvez em 1810, a Companhia do Noroeste estabeleceu um posto em Tulita (Fort Norman), na junção dos rios Mackenzie e Great Bear. O lugar mudou várias vezes, mas a comunidade de Tulita está localizada atualmente no lugar original.

### As expedições de Franklin

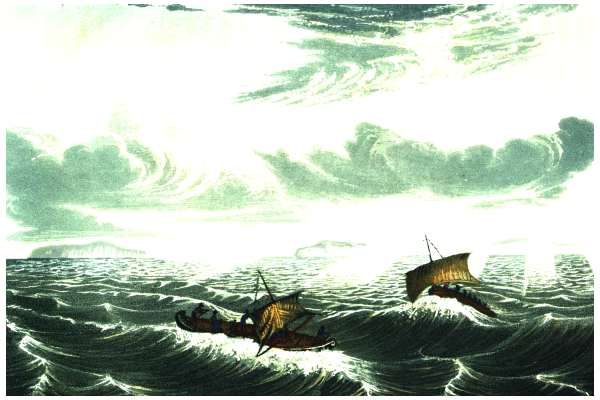
Membros da expedição Coppermine pegos por uma tempestade no Golfo da Coroação, em agosto de 1821.

A expedição Coppermine de John Franklin, de 1819 a 1822, teve como objetivo a exploração da costa norte do Canadá, que era acessada por meio do rio Coppermine. A expedição britânica foi organizada pela Marinha Real como parte de sua tentativa de descobrir e mapear a Passagem do Noroeste. Foi a primeira de três expedições ao Ártico lideradas por John Franklin, e também incluiu George Back e John Richardson, ambos os quais se tornariam importantes exploradores do Ártico por mérito próprio.
Em 1825, Franklin partiu em sua segunda expedição ao norte canadense. Ele viajou até a foz do rio Mackenzie e passou o inverno em Fort Franklin, agora Deline, no Grande Lago do Urso.
A fatídica terceira expedição de Franklin começou em 1845 e nunca mais se teve notícias. Seguiu-se uma busca massiva, a princípio encontrando poucos vestígios da expedição, mas resultando no mapeamento de grande parte da costa do Ártico. Foi finalmente descoberto que Franklin havia morrido em 1847, e os restos dos dois navios da expedição foram finalmente encontrados em 2014 e 2016.
Em 1821, a Companhia do Noroeste e a Companhia da Baía de Hudson fundiram-se sob o nome desta última. Em 1825, Sir George Simpson avançou como governador júnior encarregado do Departamento Norte da empresa para ser o chefe desta nova empresa. Simpson viajou pelo noroeste, e por quarenta anos ele liderou a empresa. Durante a maior parte do tempo, ele fez pelo menos uma grande jornada de canoa a cada ano.

### Outras expedições
George Back, um oficial da marinha britânica, naturalista e artista, serviu John Franklin em sua primeira expedição ao Ártico em 1818. Na expedição Coppermine no interior de Franklin de 1819 a 1822, Back era responsável por toda a pesquisa e elaboração de gráficos. Então, na expedição do rio Mackenzie em 1824-1826, Back foi promovido a tenente e depois a comandante.

### 1850–1905
Os Territórios do Noroeste adiaram a confederação devido à Rebelião de Red River. Como resultado, a província de Manitoba foi criada. Ambas as jurisdições entraram em confederação em 1870. Os territórios foram comprados da Companhia da Baía de Hudson.

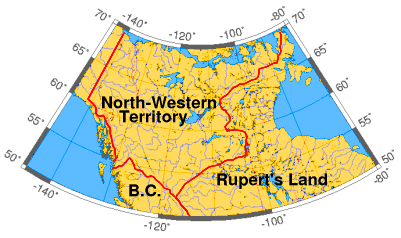
Mapa do Território do Noroeste e da Terra de Rupert, 1859.

Em 15 de julho de 1870, a Terra de Rupert e o Território Noroeste foram cedidos para o Canadá e se tornaram os Territórios do Noroeste, um pequeno quadrado disto foi feito na província de Manitoba. Em 20 de julho de 1871, a Colúmbia Britânica se uniu ao Canadá como província.

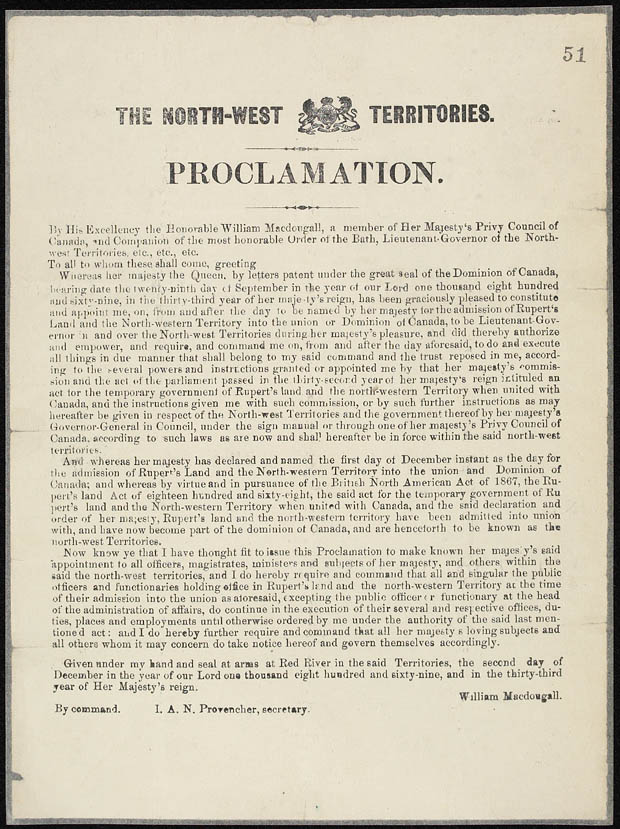
Proclamação sobre a formação dos Territórios do Noroeste, de territórios recentemente transferidos para o governo canadense

O primeiro governo dos Territórios do Noroeste (estilizado como "Noroeste") iniciou em 1872, depois que o Conselho Temporário do Noroeste foi nomeado. O primeiro governo dos Territórios do Noroeste ficou dentro dos territórios em Fort Livingstone pela primeira vez em 1876. Agora em Saskatchewan. O governo mudou-se para Battleford em 1878.
O Arquipélago do Ártico foi transferido do Reino Unido para o Canadá em 1880, onde os Territórios do Noroeste atingiram seu pico máximo em tamanho.
A primeira eleição territorial ocorreu em 1881. Em 1886, a fronteira sudoeste do Distrito de Keewatin foi ajustada. Em 1889, a área disputada entre Manitoba e Ontário foi geralmente concedida a Ontário, com alguns indo para o distrito de Keewatin e Manitoba recebendo nenhum.
O francês foi abolido como língua oficial em 1892. Em 1898, após Corrida do Ouro de Klondike, o Yukon deixou de fazer parte dos Territórios do Noroeste. O Território de Yukon separado foi criado a partir da parte oeste dos Territórios do Noroeste.

#### Tratado Nº 8
Em junho de 1899, iniciou-se a negociação do Tratado Nº 8, que cobria 840 000 quilômetros quadrados no Território do Noroeste. Foi um acordo entre o governo canadense e os grupos indígenas Dene na área em questão, em troca de sua disposição de compartilhar suas terras com não-nativos, os Dene receberiam assistência médica e educacional, bem como pagamentos pelo tratados. O governo canadense e os vários grupos Dene, incluindo os yellowknives e tłįchǫ sob o comando de Drygeese, com os chefes Benaiyah e Sek'eglinan, assinaram o tratado em 1900 em Fort Resolution (chamado pelos tłįchǫ como Įndàà). Após a assinatura, o grupo que assinou o tratado foi chamado de "Yellowknife B Band". Naquele ponto da história, o Tratado Nº 8 era o maior assentamento de terras que o governo canadense já havia feito.

### 1905–1951
Em algum momento de 1901, as fronteiras do território de Yukon foram alteradas, ganhando área dos Territórios do Noroeste. Alberta e Saskatchewan separaram-se dos territórios em 1905. Embora o distrito de Keewatin tenha sido devolvido aos territórios, a população caiu de aproximadamente 160 000 para 17 000, dos quais 16 000 eram aborígenes e não tinham direito de voto de acordo com a lei canadense. O governo dos Territórios do Noroeste abandonou o status constitucional de 1870 e, mais uma vez, ficou sob o controle federal, governado de Ottawa.
Em 15 de maio de 1912, partes dos Territórios do Noroeste foram entregues a Manitoba, Ontário e Quebec. Observe também que em 1912, o nome oficial perdeu o hífen, mudando para "Northwest Territories".

#### Tratado Nº 11
Vinte anos após a assinatura do Tratado Nº 8, o petróleo foi descoberto no Vale do Rio Mackenzie. Após a descoberta, o governo canadense propôs outro tratado que limparia o caminho para os mineradores e o desenvolvimento da área. O tratado foi muito debatido, pois os nativos não queriam perder o direito de caçar, pescar, coletar e capturar na área. Eles também se opunham a ser "confinados às reservas indígenas". Muitos do grupo Dene consideraram que o Tratado Nº 8 não foi honrado pelo governo canadense, e alguns temiam que esse tratado se tornasse semelhante. No entanto, o Tratado Nº 11 foi assinado pelo chefe de comércio das tribos tłįchǫ, monfwi, no verão de 1921. Os grupos Tłįchǫ que assinaram este tratado eram então conhecidos como "Dog Rib Rae Band", constituindo a maioria dos população tłįchǫ. Tanto o Tratado Nº 8 como o Tratado Nº 11 se sobrepunham em várias de suas fronteiras, e continuaram a causar conflito entre as duas bandas separadas do tratado (atualmente dois grupos das Primeiras Nações).

#### Para o Polo Norte
Em 1925, com base no Princípio do Setor, o Canadá se tornou o primeiro país a estender suas fronteiras marítimas em direção ao norte até o Polo Norte. Os Territórios do Noroeste aumentaram para 3,3 milhões de quilômetros quadrados. Isso foi cerca de um terço do território do Canadá.

#### Ouro no distrito de Yellowknife
No verão de 1935, cerca de mil homens agrupados em 188 grupos de pesquisa cobriram uma grande variedade do Canadá em busca de minerais preciosos. A descoberta mais valiosa foi feita no distrito de Yellowknife, onde quase 3 000 milhas quadradas de bom território de prospecção de ouro estavam localizados. Isso deu origem a cidade de Yellowknife. Trinta e dois anos depois, quando o governo dos Territórios do Noroeste foi para o norte de Ottawa, Yellowknife se tornou a nova capital.

#### Militares americanos no norte, de 1942–1946

Plataformas da carga dE cascalho da construção de grupo de trabalho, Estrada do Alasca, 1943.

Durante a Segunda Guerra Mundial, entre 1942 e 1946, quarenta mil militares e civis americanos chegaram ao noroeste canadense, convidados pelo governo canadense. Os planos exigiam que a Estrada do Alasca ligasse Edmonton em Alberta a Fairbanks, no Alasca, e que um duto passasse dos campos de petróleo de Norman Wells até a costa do Pacífico. O principal trabalho começou, e a infraestrutura do noroeste do Canadá desenvolveu-se rapidamente e o impacto social de 40 000 militares afetou vidas por toda parte.
O general-de-brigada James O'Connor, oficial militar responsável pela construção da rodovia, descreveu a dificuldade do trabalho. "As tropas de engenheiros trabalhavam de 10 a 12 horas por dia com temperaturas abaixo de 20 °C, abrindo caminho através de florestas, mergulhando em córregos gelados para afundar estacas de pontes, transpirando em dias de verão em meio a pragas de mosquitos e maruins, para construir a estrada."

### 1951–presente
As eleições retornaram em 1951, mas ao invés de serem totalmente eleitas, os Conselhos e Assembleias eram uma mistura de membros eleitos e nomeados.
Em 1953-1955, durante a Guerra Fria, o Canadá enviou famílias inuítes para o extremo norte na realocação do Alto Ártico, em parte para estabelecer a territorialidade.

Em 1967, o Ministro dos Assuntos Indígenas e Desenvolvimento do Norte, o Honorável Arthur Laing, anunciou que Yellowknife seria a capital dos Territórios do Noroeste. Em 18 de setembro de 1967, o Governo dos Territórios do Noroeste mudou-se de Ottawa para Yellowknife. O comissário Stuart Milton Hodgson e oitenta e um funcionários do Governo dos Territórios do Noroeste chegaram a Yellowknife a bordo de um DC-7 fretado.

Atual bandeira dos Territórios do Noroeste

Em 1969, uma comissão especial da Assembleia Legislativa dos Territórios do Noroeste escolheu uma nova bandeira para o território. O design de Robert Bessant foi escolhido entre as inscrições para um concurso em todo o Canadá. O governo introduziria a placa de veículo popular do urso polar em 1970.
Em 1975, o governo territorial voltou a ser um órgão totalmente eleito. Em 1961, o governo federal delegou a responsabilidade pela nomeação de lugares para as províncias. Mas não nos territórios. Em 1984, o governo canadense concordou em transferir a responsabilidade de nomear locais para os territórios.
Em abril de 1982, a maioria dos residentes dos Territórios do Noroeste votou a favor de uma divisão da área, e o governo federal deu um acordo condicional sete meses depois. Após uma longa série de negociações de reivindicação de terras entre os Inuit Tapirisat do Canadá e o governo federal (iniciado em 1976), um acordo foi alcançado em setembro de 1992. Em junho de 1993, o Acordo de Reivindicações de Terras de Nunavut e a Lei Nunavut foram aprovados pelo Parlamento Canadense, e a transição para o novo território de Nunavut foi concluída em 1 de abril de 1999.

## Geografia

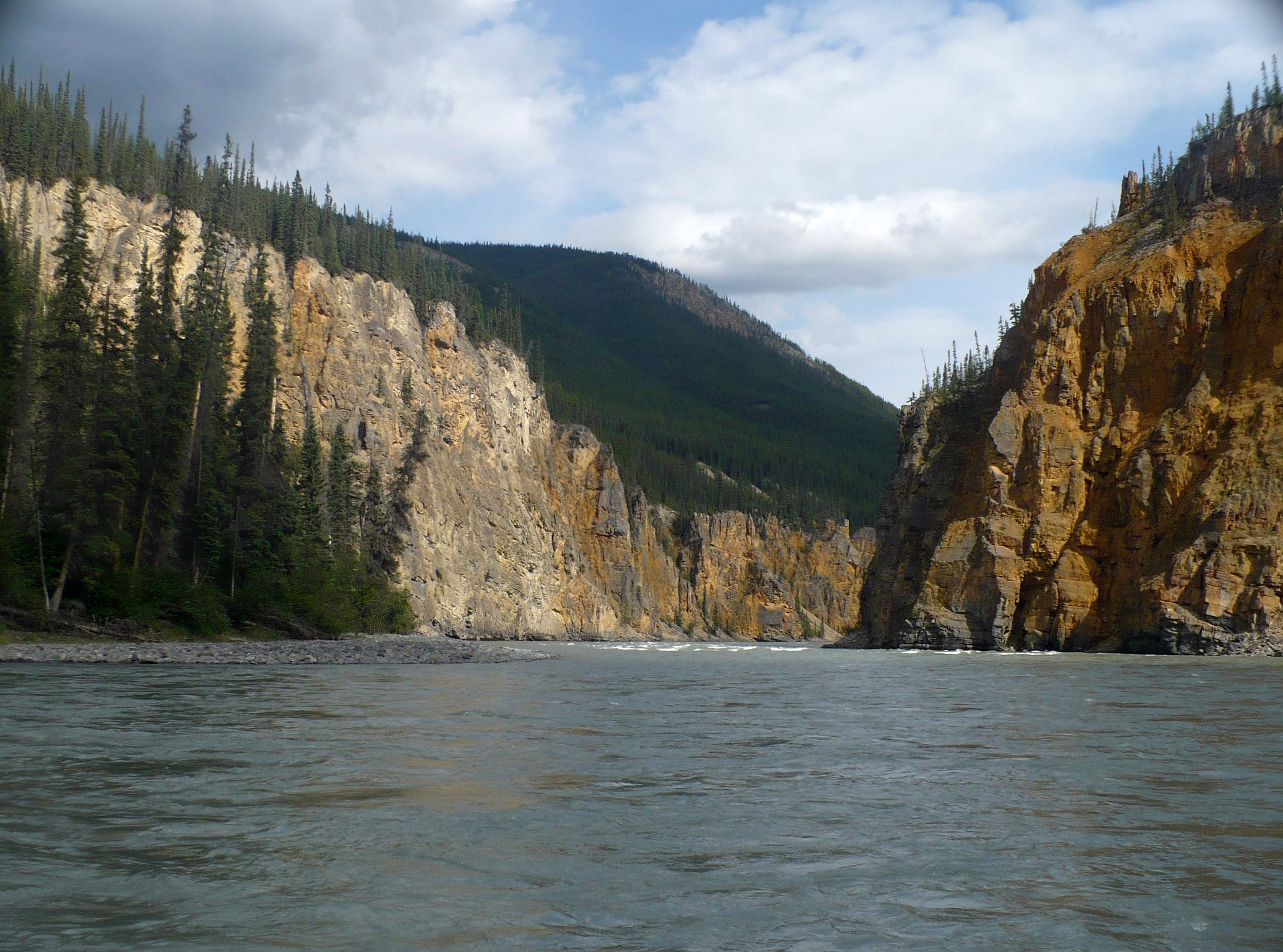
Fourth Canyon no Parque Nacional Nahanni.

Localizado no Norte do Canadá, o território faz fronteira com os outros dois territórios do Canadá, a oeste com Yukon e a leste com Nunavut, além de três províncias: a Colúmbia Britânica a sudoeste, e Alberta e Saskatchewan ao sul. Possivelmente encontra Manitoba no quadriponto ao extremo sudeste, embora as pesquisas não tenham sido concluídas. Tem uma área de terra de 1.183.085 quilômetros quadrados.
As características geográficas incluem o Grande Lago do Urso, o maior lago inteiramente dentro do Canadá, e o Grande Lago do Escravo, o corpo mais profundo da América do Norte com 614 metros, bem como o rio Mackenzie e os cânions do Parque Nacional Nahanni, um parque nacional que é Patrimônio Mundial da UNESCO. As ilhas territoriais do Arquipélago Ártico Canadense incluem a ilha Banks, a ilha Borden, a ilha Príncipe Patrick e partes da ilha Victoria e da ilha Melville. Seu ponto mais alto é o Monte Nirvana, perto da fronteira com o Yukon, a uma altitude de 2 773 metros.

### Clima

Tipos climáticos dos Territórios do Noroeste, de acordo com a Classificação climática de Köppen-Geiger

Os Territórios do Noroeste se estendem por mais de 1 300 000 quilômetros quadrados e possuem uma grande variação climática do sul ao norte. De acordo com a classificação climática de Köppen-Geiger, a parte sul do território (a maior área da parte continental) tem um clima subártico (Dfc), enquanto as ilhas e a costa norte têm um clima de tundra (ET). Há também algumas áreas no território que têm um clima subártico de verão seco (Dsc).
Os verões no norte são curtos e frescos, com máximas diárias entre 15 °C e 21 °C, e mínimas entre 7 °C e 12 °C. Os invernos são longos e rigorosos, as máximas durante o dia estão entre −20 °C e as mínimas em torno de −40 °C. Os extremos climáticos são comuns, com temperaturas máximas durante verão no sul atingindo os 36 °C, e mínimas atingindo temperaturas negativas. Durante o inverno no sul, não é incomum que as temperaturas atinjam −40 °C, mas também podem atingir as mínimas durante o meio dia. No norte, as temperaturas podem atingir máximas de 30 °C, e as mínimas podem atingir temperaturas negativas. Durante o inverno no norte, não é incomum que as temperaturas atinjam −50 °C, mas também podem atingir temperaturas de um único dígito (−9 °C a 9 °C) durante o dia. As tempestades não são raras no sul e no norte são muito raras, mas ocorrem em algum momento. Os tornados são extremamente raros, mas aconteceu um vez em Yellowknife, e destruiu uma torre de telecomunicações. O território tem um clima bastante seco devido às montanhas no oeste.
Cerca de metade do território está acima da linha de árvores, o que significa que não há muitas árvores na maioria das áreas orientais do território, ou nas ilhas do norte.
| Cidade        | Julho  | Julho  | Janeiro | Janeiro |
| Cidade        | Mínima | Máxima | Mínima  | Máxima  |
| ------------- | ------ | ------ | ------- | ------- |
| Fort Simpson  | 11 °C  | 24 °C  | −29 °C  | −20 °C  |
| Yellowknife   | 13 °C  | 21 °C  | −30 °C  | −22 °C  |
| Inuvik        | 9 °C   | 20 °C  | −31 °C  | −23 °C  |
| Sachs Harbour | 3 °C   | 10 °C  | −32 °C  | −24 °C  |

## Ecologia
Os Territórios do Noroeste possuem paisagens de montanhas, rios, lagos, zonas úmidas, pântanos, tundra ártica, planícies, pântanos e floresta boreal o que oferece uma grande diversidade de ambientes para a vida selvagem e para a vida vegetal.

### Fauna

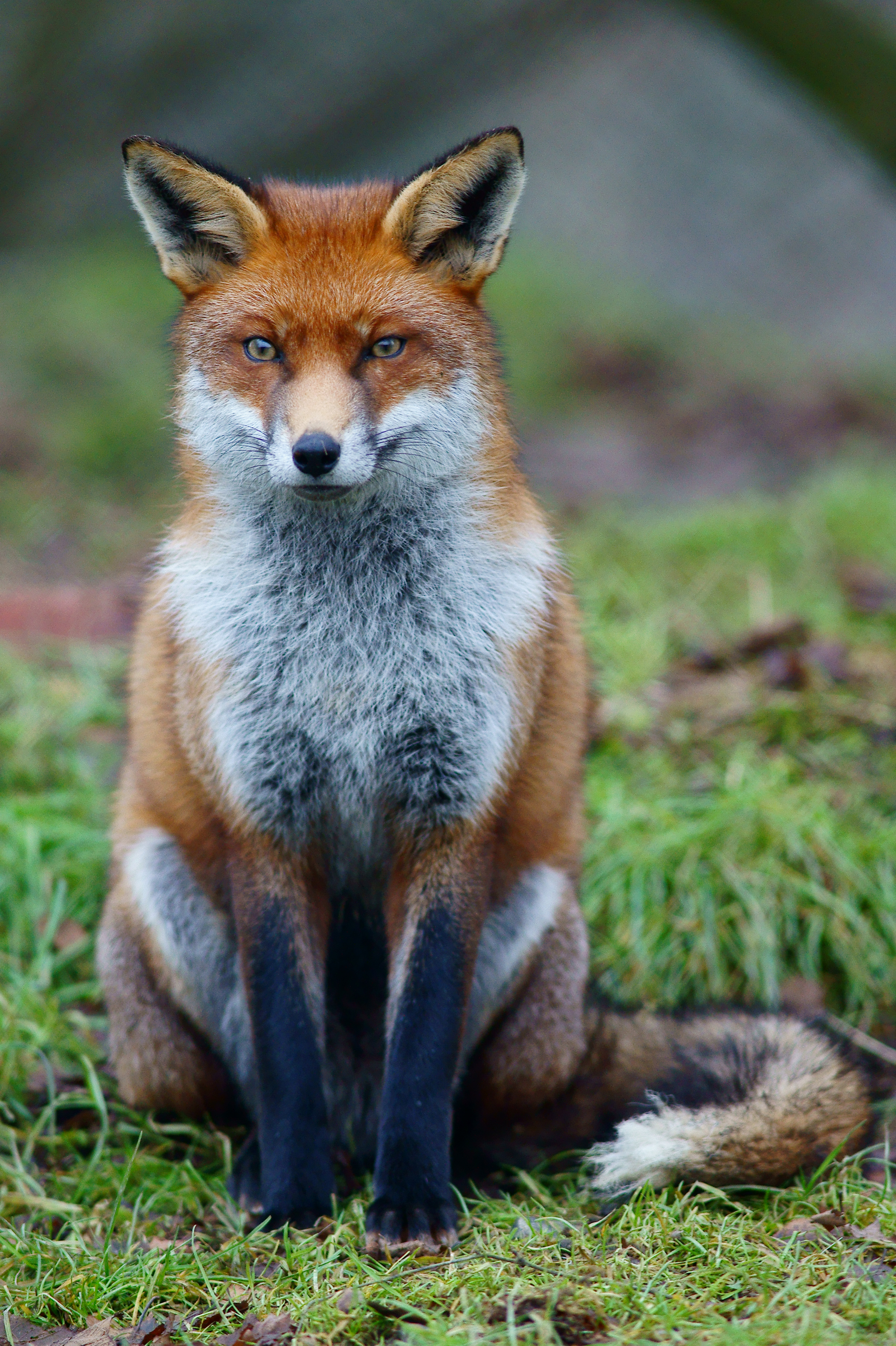
A raposa-vermelha é comum nas florestas dos Territórios do Noroeste.

Os mamíferos terrestres incluem algumas das mais importantes espécies para o bem-estar da população do território. Eles são centrais à cultura e à economia como fonte de alimento, roupas e ferramentas, bem como conexões espirituais com o terra. A importância dos mamíferos terrestres para pessoas e para os ecossistemas do norte explica porque uma substancial quantidade de tempo e recursos são investidos em seu estudo e monitoramento. As espécies de mamífero terrestre no território incluem: bisonte-das-florestas, cabra-da-montanha, boi-almiscarado, carneiro-de-dall, alce, uapiti, veado-mula, veado-de-cauda-branca, rena-boreal, rena-da-montanha, rena-do-terreno-estéril, rena-da-ilha, coiote, lobo, raposa-do-ártico, raposa-vermelha, lince-canadense, puma, cangambá, porco-espinho, glutão, lontra-comum, marta-americana, arminho, doninha-anã, marta-pescadora, vison-americano, guaxinim, urso-negro, urso-cinzento, urso-polar, várias espécies de morcego, lebre-americana, lebre-ártica, pika-de-coleira, castor, várias espécies de rato, marmota, esquilo-do-ártico e várias outras espécies de esquilo e várias espécies de musaranho.

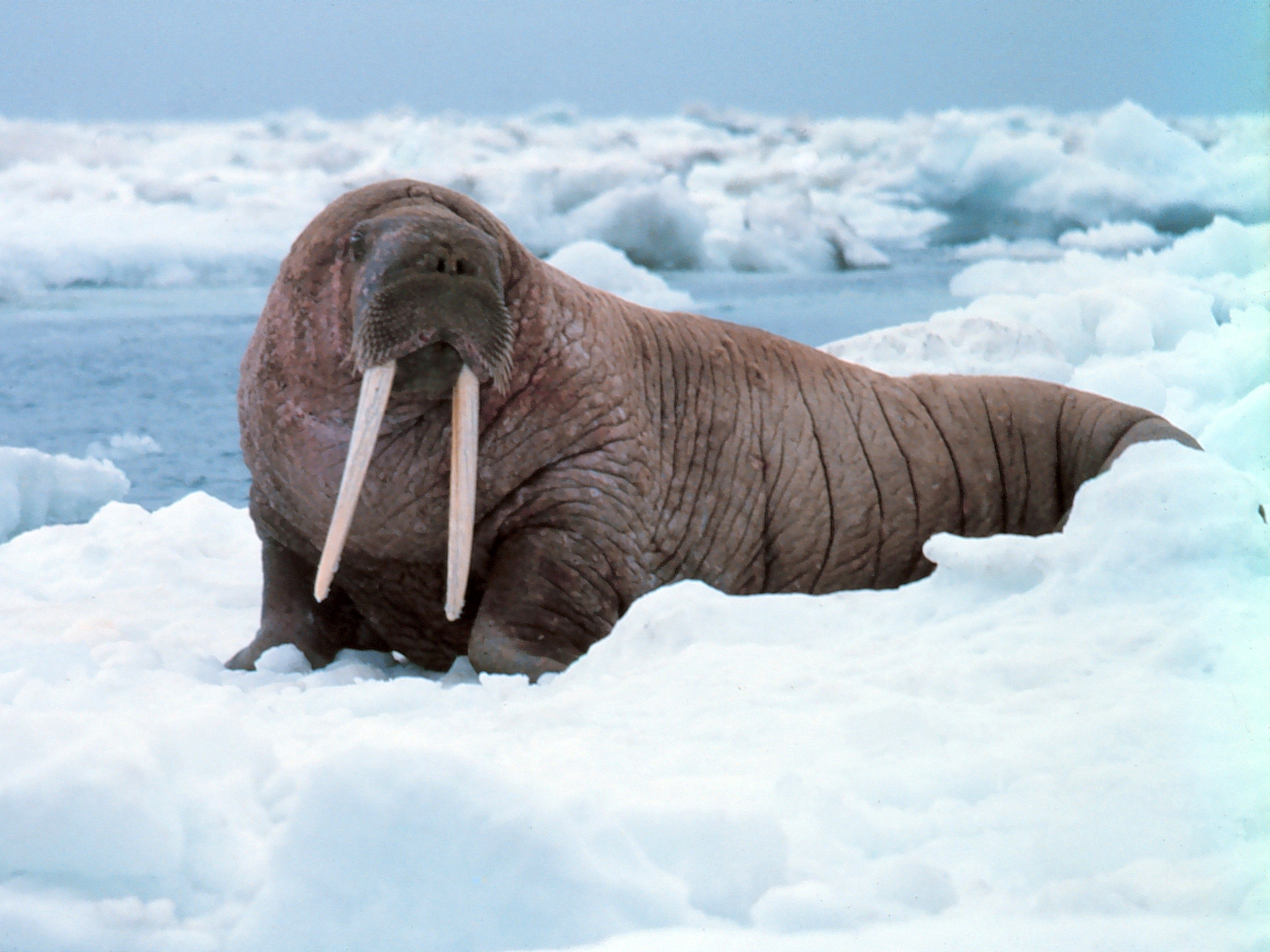
Morsas podem ser vistas no norte dos Territórios do Noroeste, litoral do ártico.

Há dois grupos de mamíferos aquáticos nas águas do território, encontrados nas seções do Oceano Ártico Ocidental. O primeiro grupo é o grupo dos pinípedes, uma classe de carnívoros totalmente adaptados à vida na água. Alguns pinípedes são visto durante todo o ano nos Territórios do Noroeste, como a foca-barbuda e a foca-anelada. E outros não são regularmente vistos, e incluem a foca-de-crista, lobo-marinho-do-norte, leão-marinho-de-steller e a morsa). O segundo grupo, os cetáceos, inclui apenas três espécies que podem ser migrantes sazonais regulares no Oceano Ártico: baleia-de-bico, beluga e a baleia-cinzenta. Outras espécies de cetáceos, como a baleia narval e a orca ainda são visitantes ocasionais.
Há muitas espécies de aves como o falcão-gerifalte, o lagópode-branco, o tordo-de-bochechas-cinzentas, o grou-canadiano, o pilrito-de-uropígio-branco, o moleiro-de-cauda-comprida, a gaivinha-do-ártico, a escrevedeira-da-lapónia, o maçarico-solitário, a gaivota-de-sabine e várias outras espécies.
Os anfíbios são pouco presentes no territórios, mas ainda sim é possível  encontrar espécies como o bufo boreas, sapo-canadense, rã-boreal, sapo-leopardo, salamandra-de-dedo-grande e a Thamnophis sirtalis.
Há vários lagos e rios nos Territórios do Noroeste que são o habitat de muitas espécies de peixe. Um total de 100 espécies de peixes pode ser encontrado regularmente nos rios, lagos a na seção do território no Oceano Ártico, incluindo: arenque-do-atlântico, peixe-lobo, zoarcidaes, raia-espinhosa, raia-do-ártico, tubarão-dormedor-do-pacífico, truta, truta-do-ártico, lampreia, bacalhau, lança-do-pacífico, truta-poleiro, cisco-do-ártico, salmão-rosa, salmão-keta, truta-arco-íris e várias outras espécies.

### Flora

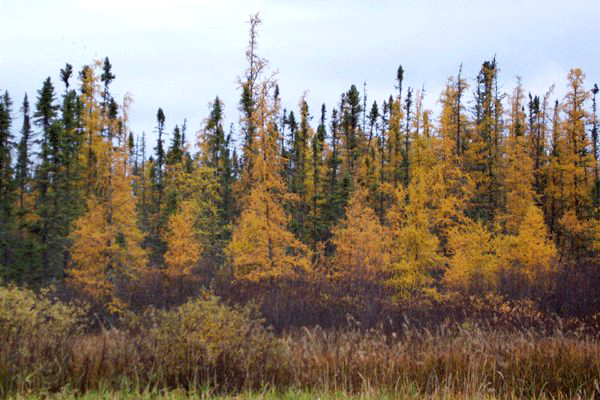
Lárice-americano, símbolo do território

No que tange a flora, o abeto-preto (Picea mariana), o abeto-branco (Picea glauca), o álamo-tremedor (Populus tremuloides) e o álamo-bálsamo (Populus balsamifera) são encontrados em grande parte do território. Embora relativamente incomum, a bétula do Alasca (Betula neoalaskana) também é encontrada na maioria das áreas. O Pinus contorta atinge o seu extremo norte na parte centro-sul do território, enquanto o lárice-americano (Larix laricina) é encontrado no sudoeste e o abeto-subalpino (Abies lasiocarpa) é encontrado em altitudes mais elevadas. No continente, existem comunidades de plantas com flores coloridas, especialmente das espécies Poaceae, Faboideae, Saxifragaceae, Salicaceae e Ericaceae, mas há poucos locais favoráveis ao norte para maior crescimento de plantas, lá os líquens e os musgos são os que predominam. Nas encostas viradas ao sul, com solos mais férteis e derretimento precoce do gelo, é possível encontrar espécies de dente-de-leão, saxifrage-roxo, Astragalus, Erigeron, dríades-brancas e de ervas.

## Demografia
De acordo com o censo canadense de 2016, os Territórios do Noroeste são o mais populoso entre os três territórios federais do Canadá, com uma população de 41 786. É o segundo maior território em área de terra com mas 1 143 794 quilômetros quadrados. É ligeiramente menor que o Quebec e maior que Ontário.
A pequena e escassa densidade populacional dos Territórios do Noroeste torna improvável que o território se torne uma província no futuro previsível, embora isso possa mudar se Yukon, que é menos populoso, se torne uma província.

### Municípios

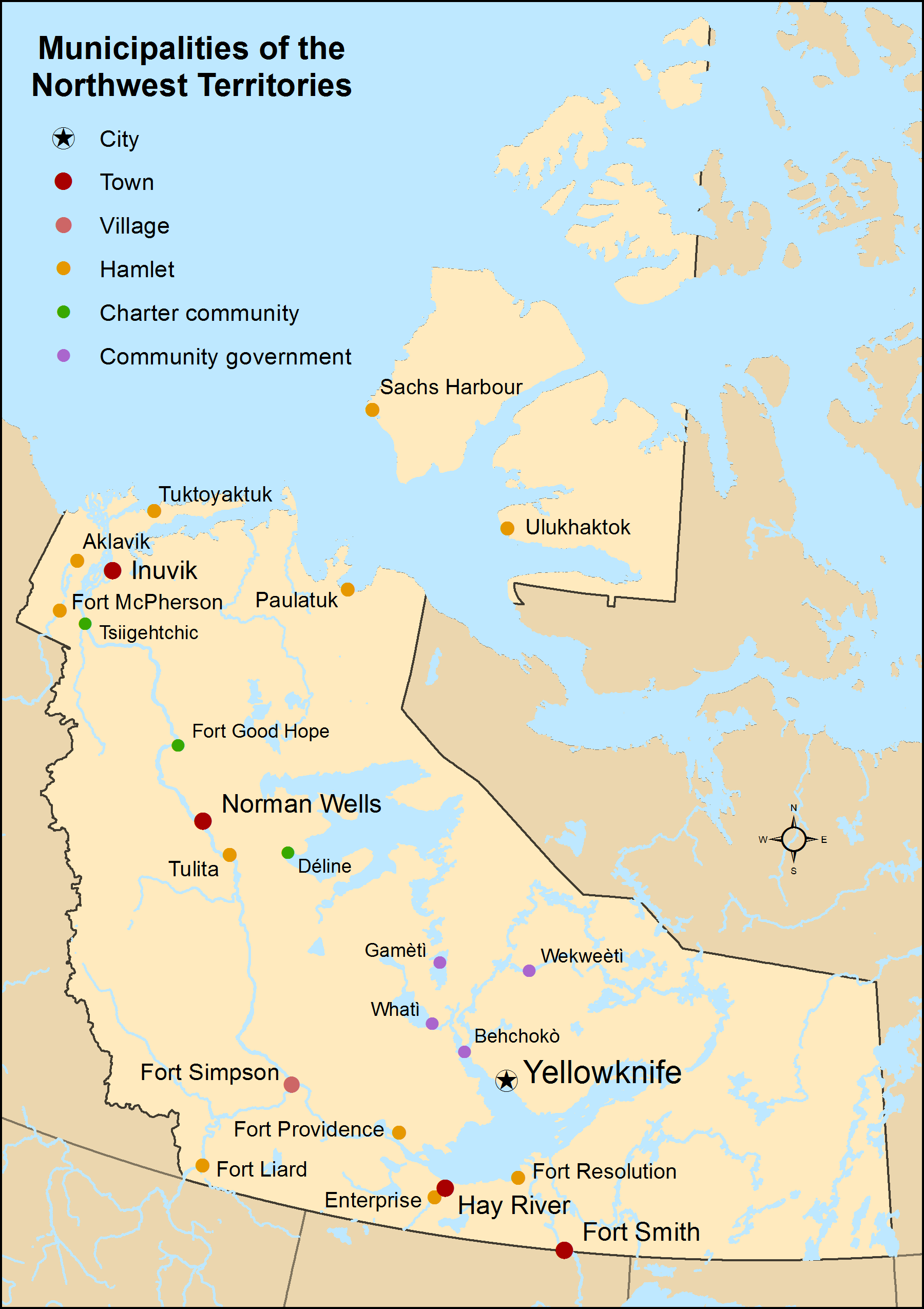
Mapa com os municípios dos Territórios do Noroeste por tipo

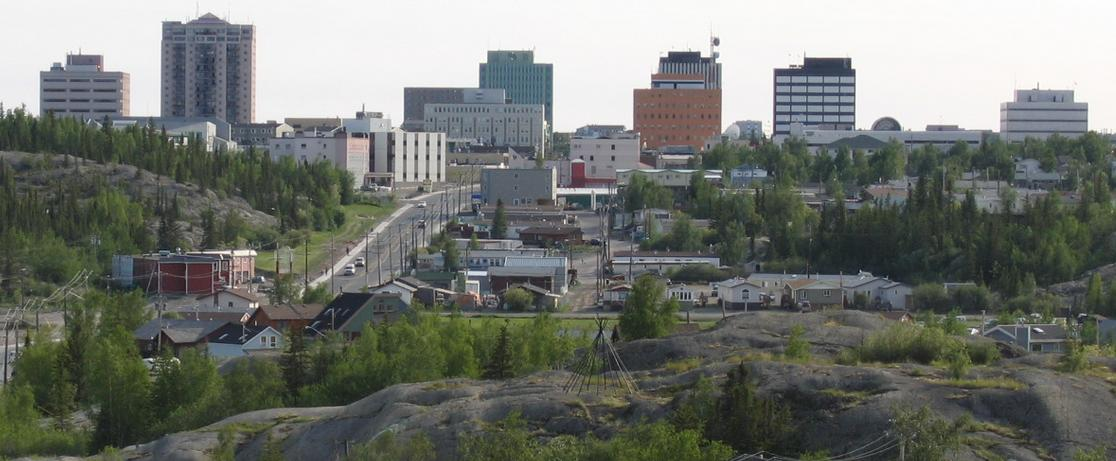
Centro Yellowknife

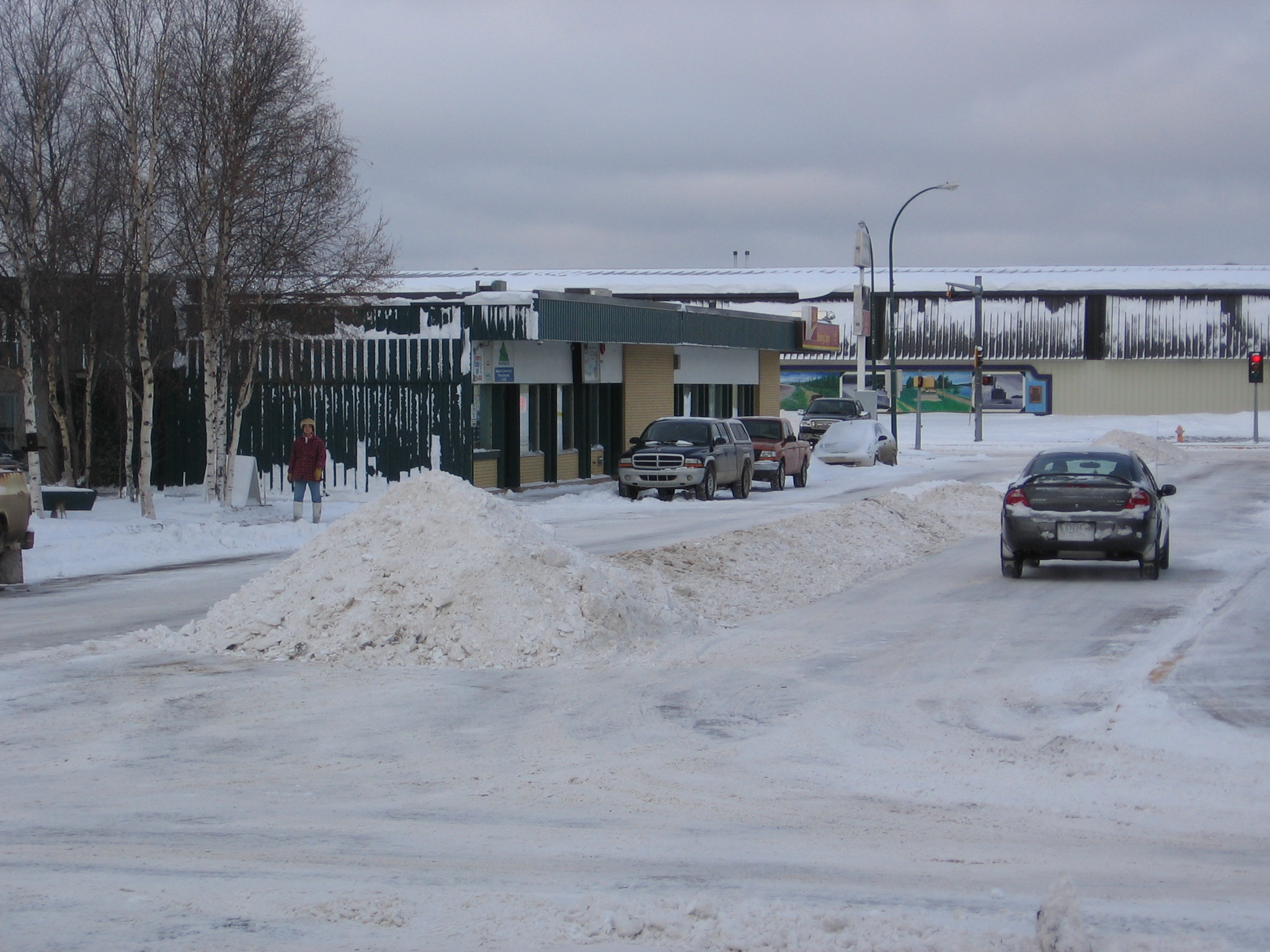
Hay River, segundo maior município.

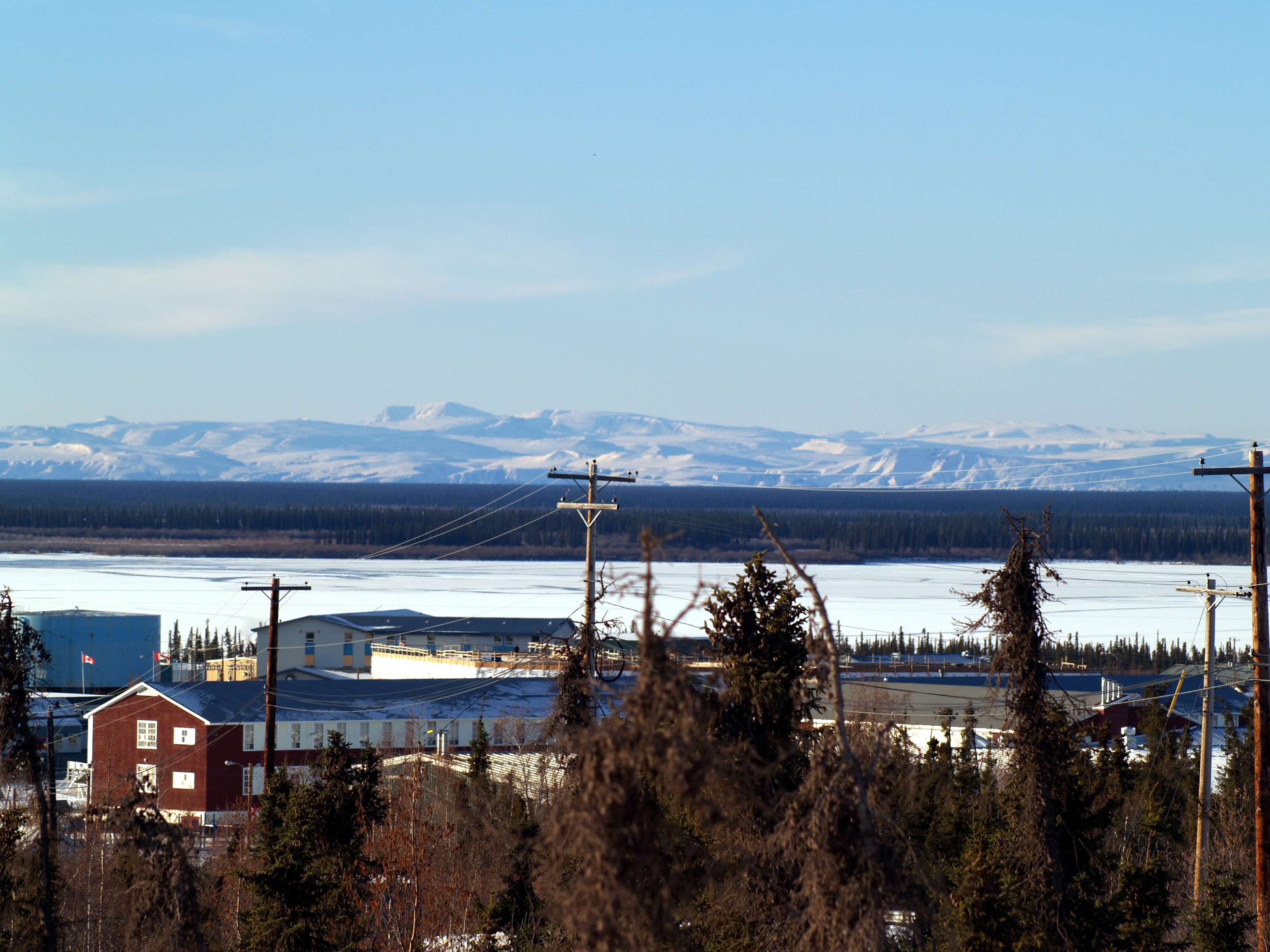
Inuvik, o terceiro maior município dos Territórios do Noroeste

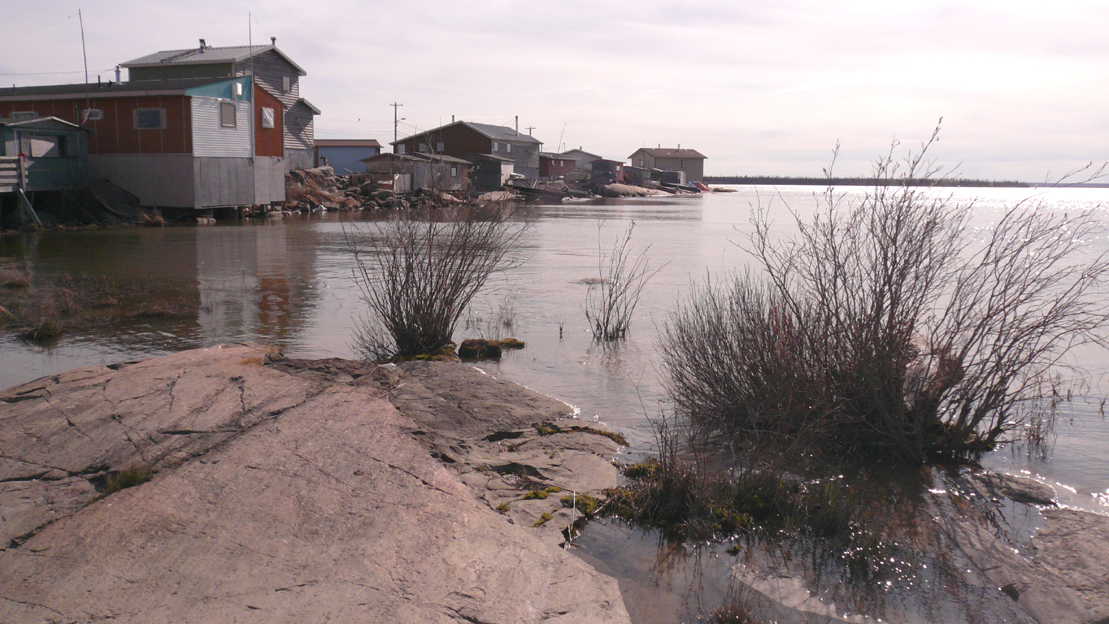
Behchokǫ̀, maior governo comunitário.

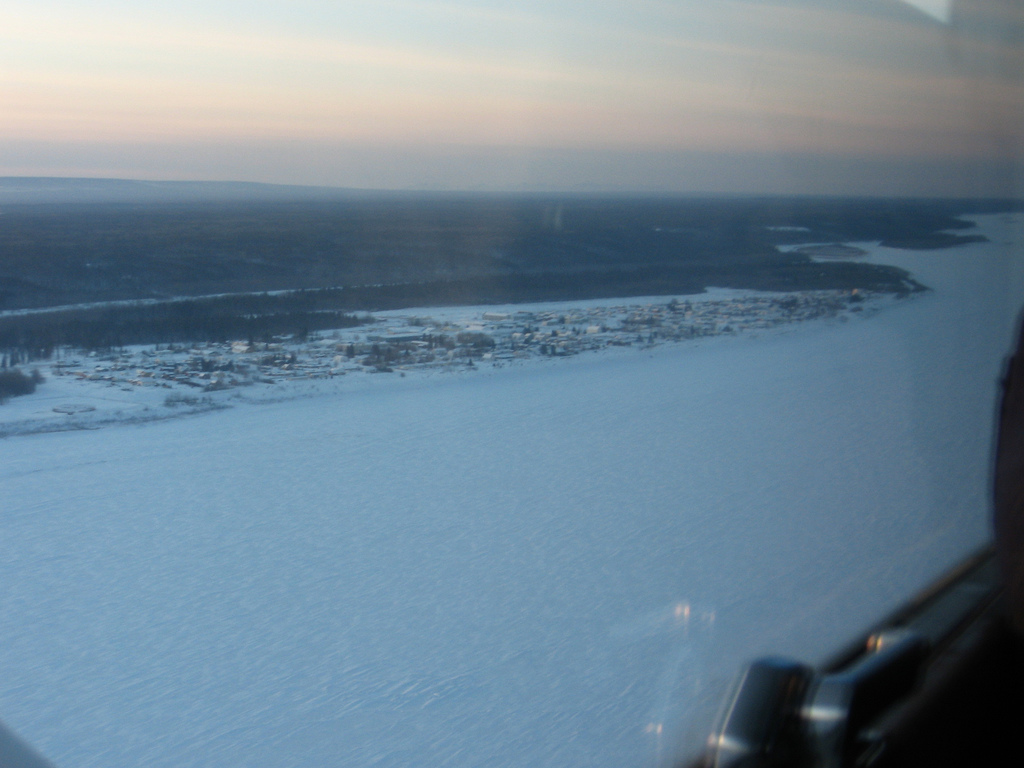
Vista aérea de Fort Simpson.

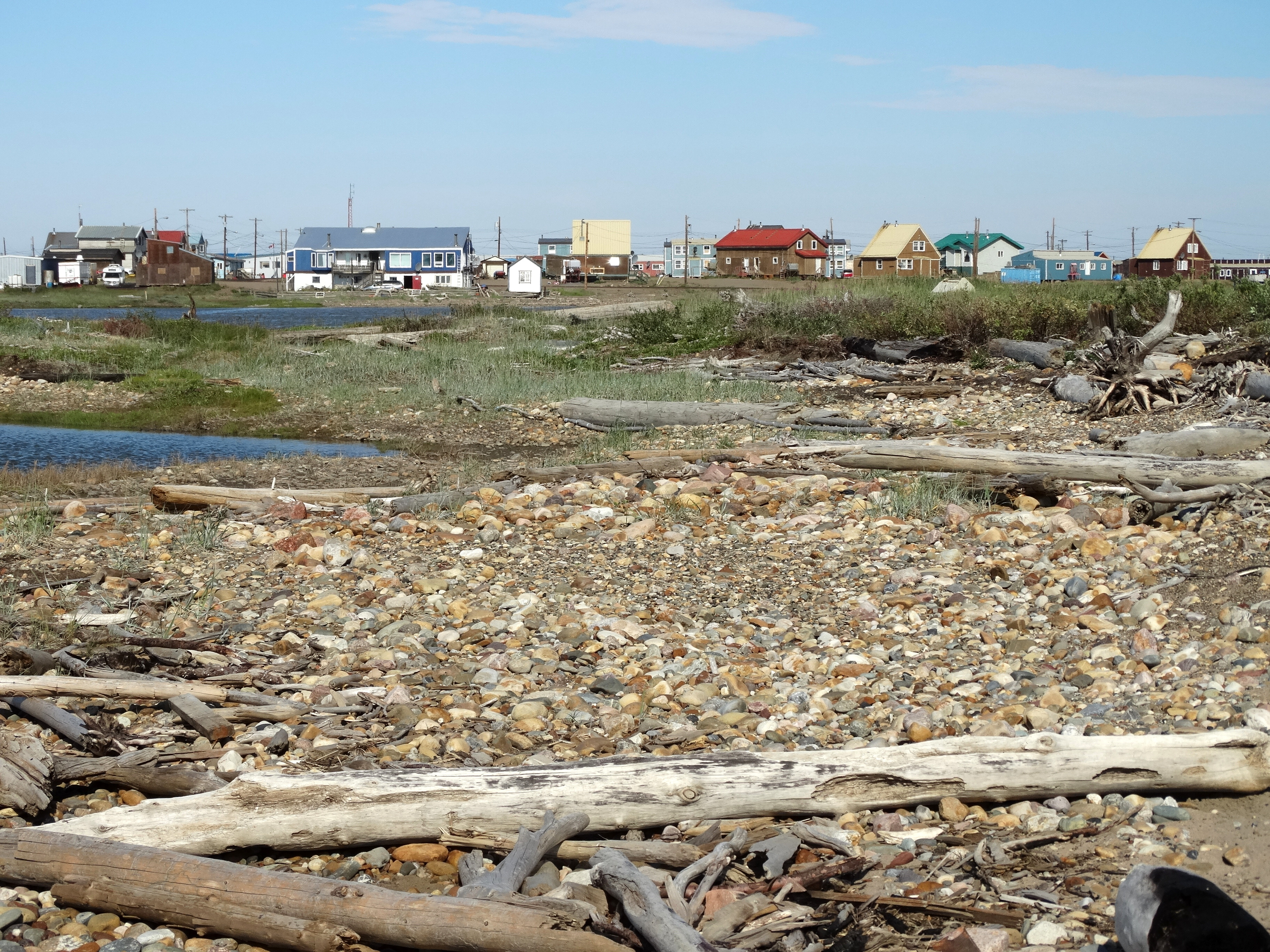
Vista de Tuktoyaktuk no verão.

Os 24 municípios dos Territórios do Noroeste cobrem apenas 0,2% da massa terrestre do território, mas abrigam 95,8% de sua população. De acordo com a Lei das Cidades, Towns e Vilas (CTVA), Lei dos Hamlets e a Lei das Comunidades da Carta (CCA), todas promulgadas em 2003, um município é uma área dentro de uma cidade, vila, aldeia, hamlet ou comunidade charter que foi estabelecido ou continuado por uma ordem legislativa. A Lei do Governo Comunitário do Tlicho (TCGA), promulgada em 2004, também considera os governos das comunidades indígenas como corporações municipais ao lado de comunidades, cidades, aldeias, towns e hamlets.
Yellowknife é a capital dos Territórios do Noroeste e sua única cidade, enquanto Fort Simpson é sua única vila. Dos 22 municípios restantes, três deles são comunidades charter, quatro são governos comunitários do povo Tlicho, onze são hamlets e quatro são towns. O CTVA, o Hamlets Act, o CCA e o TCGA estipulam a governança desses municípios.
Quase metade da população dos Territórios do Noroeste (46,8%) reside em Yellowknife, o maior município do território com 19 569 habitantes. O município menos populoso é Sachs Harbour, com 103 habitantes. O maior município por área é Fort Resolution com 455,22 quilômetros quadrados, enquanto o menor é Gamèti em 9,19 quilômetros quadrados.

#### Cidades
Um pedido pode ser submetido para incorporar uma comunidade como cidade sob a Lei de Cidades, Towns e Vilas, a pedido de um mínimo de 25 residentes que sejam eleitores elegíveis, ou por iniciativa do Ministro de Assuntos Municipais e Comunitários, se a cidade proposta tem um valor de terra mínimo avaliado de $ 200 milhões ou se uma exceção é feita pelo Ministro. A única cidade nos Territórios do Noroeste é Yellowknife. Tinha uma população de 19.569 habitantes e uma área de terra de 105,47 quilômetros quadrados de acordo com o censo de 2016.

#### Towns
Não existe uma tradução exata para a palavra town em português, no entanto, o termo town pode ser entendido como uma pequena cidade que é maior que vilas, bairros e vilarejos, mas ainda sim menor que cidades de médio e grande porte. Tal como as cidades, uma candidatura para incorporar como town pode ser apresentada ao abrigo da Lei de Cidades, Towns e Vilas, a pedido de um mínimo de 25 residentes elegíveis ou por iniciativa do Ministro dos Assuntos Municipais e da Comunidade. No caso de uma town, no entanto, o valor mínimo da terra da cidade proposta deve ser de $ 50 milhões, a menos que uma exceção seja feita pelo Ministro. Os Territórios do Noroeste tem quatro comunidades incorporadas como towns. Hay River é a maior cidade do território por população e área territorial com 3 528 habitantes e 133,15  quilômetros quadrados, respectivamente. Norman Wells é a town menos populosa, com 778 habitantes, enquanto Inuvik é a menor por área terrestre a 62,48 quilômetros quadrados.

#### Vilas
A Lei de Cidades, Towns e Vilas permite que uma aplicação seja incorporada como uma vila a pedido de um mínimo de 25 residentes elegíveis, ou por iniciativa do Ministro de Assuntos Municipais e Comunitários. O valor mínimo da terra da vila proposta deve ser de $ 10 milhões, a menos que uma exceção seja feita pelo Ministro. A única vila nos Territórios do Noroeste é Fort Simpson. Tinha uma população de 1 202 habitantes e uma área de terra de 78,32 quilômetros quadrados.

#### Hamlets
O termo hamlet, da língua inglesa, pode ser traduzido para o português como: aldeia, aldeola, aldeota ou vilarejo. A pedido de um mínimo de 25 residentes que sejam eleitores elegíveis, ou por iniciativa do Ministro de Assuntos Municipais e da Comunidade, um requerimento pode ser submetido para ser incorporado à comunidade como um hamlet sob a Lei dos Hamlets. Ao contrário das cidades, towns e vilas, a incorporação de hamlets não é condicionada por um valor de terra mínimo avaliado. Dos 11 hamlets nos Territórios do Noroeste, Tuktoyaktuk é o maior em população com 898 habitantes, mas é o menor em área terrestre a 14,00 quilômetros quadrados. Sachs Harbour é o menos povoado, com 103 habitantes, enquanto Fort Resolution é a maior área terrestre em 455,22 quilômetros quadrados.

#### Comunidades charter
Um pedido para incorporar como uma comunidade charter pode ser submetido sob a Lei de Comunidades Charter a pedido de um mínimo de 25 residentes que são eleitores elegíveis, ou por iniciativa do Ministro de Assuntos Municipal e Comunitário. Após consulta aos residentes e grupos da comunidade, o pedido pode ser aprovado se 60% dos eleitores elegíveis votarem para aprovar a .incorporação. Os Territórios do Noroeste tem três comunidades charter. Deline é a maior comunidade charter do território, com população de 533 habitantes, e Fort Good Hope é a menor em área terrestre com 47,25 quilômetros quadrados. Tsiigehtchic é a menor comunidade charter por população, com 172 habitantes, enquanto Deline é a maior por área terrestre a 79,44 quilômetros quadrados.

#### Governos comunitários
Quatro governos comunitários foram estabelecidos por meio da promulgação da Lei do Governo Comunitário do Tlicho (TCGA). Behchokǫ̀ é o maior governo comunitário do território por população e área territorial, com 1.874 habitantes e 75,17 quilômetros quadrados, respectivamente. Wekweeti é o menor governo comunitário por população, com 129 habitantes, enquanto Gamèti é o menor por área terrestre a 9,19 quilômetros quadrados.
| Posição | Município       | Tipo                | População (2016) | População (2011) | Área terrestre (km2) | Densidade populacional |
| ------- | --------------- | ------------------- | ---------------- | ---------------- | -------------------- | ---------------------- |
| 1       | Yellowknife     | Cidade              | 19 569           | 19 234           | 105,47               | 185,5/km2              |
| 2       | Hay River       | Town                | 3 528            | 3 606            | 133,15               | 26,5/km2               |
| 3       | Inuvik          | Town                | 3 243            | 3 463            | 62,48                | 51,9/km2               |
| 4       | Fort Smith      | Town                | 2 542            | 2 496            | 92,79                | 27,4/km2               |
| 5       | Behchokǫ̀        | Governo Comunitário | 1 874            | 1 926            | 75,17                | 24,9/km2               |
| 6       | Fort Simpson    | Vila                | 1 202            | 1 238            | 78,32                | 15,3/km2               |
| 7       | Tuktoyaktuk     | Hamlet              | 898              | 854              | 14,00                | 64,1/km2               |
| 8       | Norman Wells    | Town                | 778              | 727              | 82,86                | 9,4/km2                |
| 9       | Fort McPherson  | Hamlet              | 700              | 792              | 53,39                | 13,1/km2               |
| 10      | Fort Providence | Hamlet              | 695              | 734              | 255,05               | 2,7/km2                |
| 11      | Aklavik         | Hamlet              | 590              | 633              | 14,47                | 40,8/km2               |
| 12      | Deline          | Comunidade Charter  | 533              | 472              | 79,44                | 6,7/km2                |
| 13      | Fort Good Hope  | Comunidade Charter  | 516              | 515              | 47,25                | 10,9/km2               |
| 14      | Fort Liard      | Hamlet              | 500              | 536              | 68,38                | 7,8/km2                |
| 15      | Tulita          | Hamlet              | 477              | 478              | 52,12                | 9,2/km2                |

### Etnias
Etnias dos Territórios do Noroeste em 2016.
Os Territórios do Noroeste é uma das duas subdivisões canadenses (Nunavut sendo a outra) onde pessoas de etnias aborígenes são a maioria, constituindo 50,4% da população 
De acordo com o censo canadense de 2016 os 10 maiores grupos étnicos foram: Primeiras Nações, canadenses, ingleses, escoceses, irlandeses, inuítes, franceses, alemães, métis e ucranianos.

### Línguas

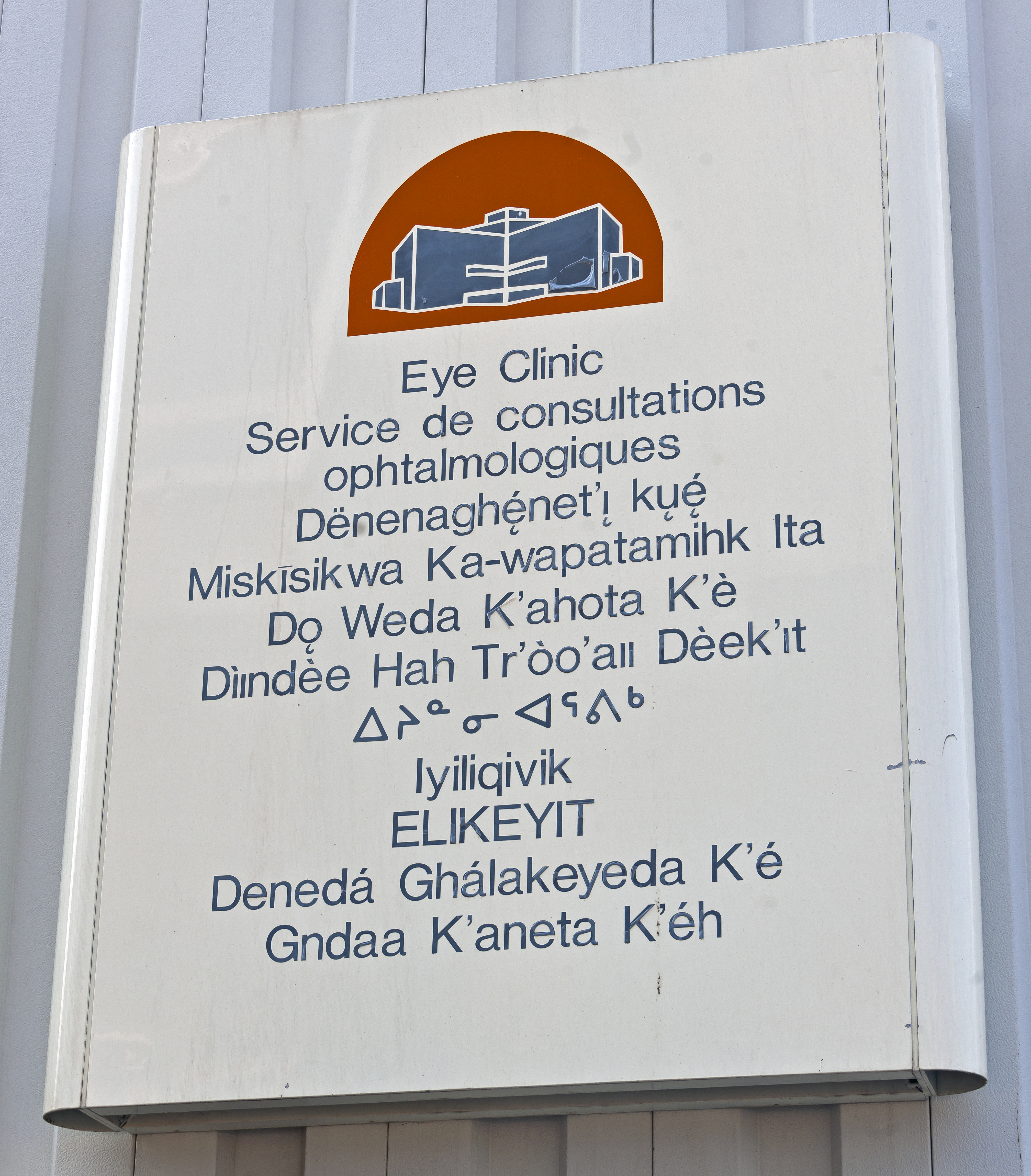
Placa da clínica oftalmológica do governo em Yellowknife, com todas as 11 línguas oficiais dos Territórios do Noroeste.

O francês foi feito uma língua oficial em 1877 pelo governo territorial. Depois de um longo e amargo debate resultante de um discurso do trono em 1888 pelo tenente-governador Joseph Royal, os membros do dia votaram em mais de uma ocasião para anular isso e fazer do inglês a única língua usada na assembleia. Após algum conflito com o governo da Confederação em Ottawa, e uma votação decisiva em 19 de janeiro de 1892, os membros da assembleia votaram por um território apenas em inglês.
A Lei de Idiomas Oficiais dos Territórios do Noroeste reconhece os seguintes onze idiomas oficiais: inglês, francês, chipewyan/dené, cree, gwich’in, inuinnaqtun, inuktitut, inuvialuktun, slavey do norte, slavey do sul e tłįchǫ.
Os residentes dos Territórios do Noroeste têm o direito de usar qualquer um dos idiomas acima em um tribunal territorial e nos debates e procedimentos da legislatura. Entretanto, as leis são juridicamente vinculantes apenas em suas versões em francês e inglês, e o governo de NT apenas publica leis e outros documentos nos outros idiomas oficiais do território quando a legislatura o solicita. Além disso, o acesso a serviços em qualquer idioma é limitado a instituições e circunstâncias em que há uma demanda significativa para esse idioma ou onde é razoável esperar, dada a natureza dos serviços solicitados. Em termos práticos, os serviços de inglês estão disponíveis universalmente, e não há garantia de que outros idiomas, incluindo o francês, serão usados por qualquer serviço governamental específico, exceto para os tribunais.
Os retornos do censo de 2016 mostraram uma população de 41 786. Das 40 565 respostas singulares à questão censitária referentes à "língua materna" de cada habitante, as línguas mais relatadas foram as seguintes (itálico indica uma das línguas oficiais de NWT):
| #  | Língua                    | População | Porcentagem |
| -- | ------------------------- | --------- | ----------- |
| 1  | Inglês                    | 31 765    | 78,3%       |
| 2  | Dogrib (Tłı̨chǫ)           | 1 600     | 3,9%        |
| 3  | Francês                   | 1 175     | 2,9%        |
| 4  | Slavey do sul             | 775       | 1,9%        |
| 5  | Slavey do norte           | 745       | 1,8%        |
| 6  | Tagalog                   | 745       | 1,8%        |
| 7  | Inuinnaqtun               | 470       | 1,1%        |
| 8  | Dené                      | 440       | 1,1%        |
| 9  | Slavey (não especificado) | 175       | 0,4%        |
| 10 | Gwich'in                  | 140       | 0,3%        |
| 11 | Cree                      | 130       | 0,3%        |

### Religiões
As maiores denominações pelo número de adeptos segundo o censo de 2001 foram católicos romanos com 16 940 (46,7%); a Igreja Anglicana do Canadá com 5 510 (14,9%), e a Igreja Unida do Canadá, com 2 230 (6,0%), enquanto um total de 6 465 (17,4%) pessoas não declararam religião.

## Economia
Os Territórios do Noroeste têm o maior PIB per capita de todas as províncias e territórios canadenses, C$ 108 065 em 2017. No entanto, como a produção nas minas atuais começou a desacelerar, nenhuma nova minas abriu e a qualidade do serviço público diminuiu, o território perdeu 1 200 empregos entre novembro de 2013 e novembro de 2014.

### Mineração

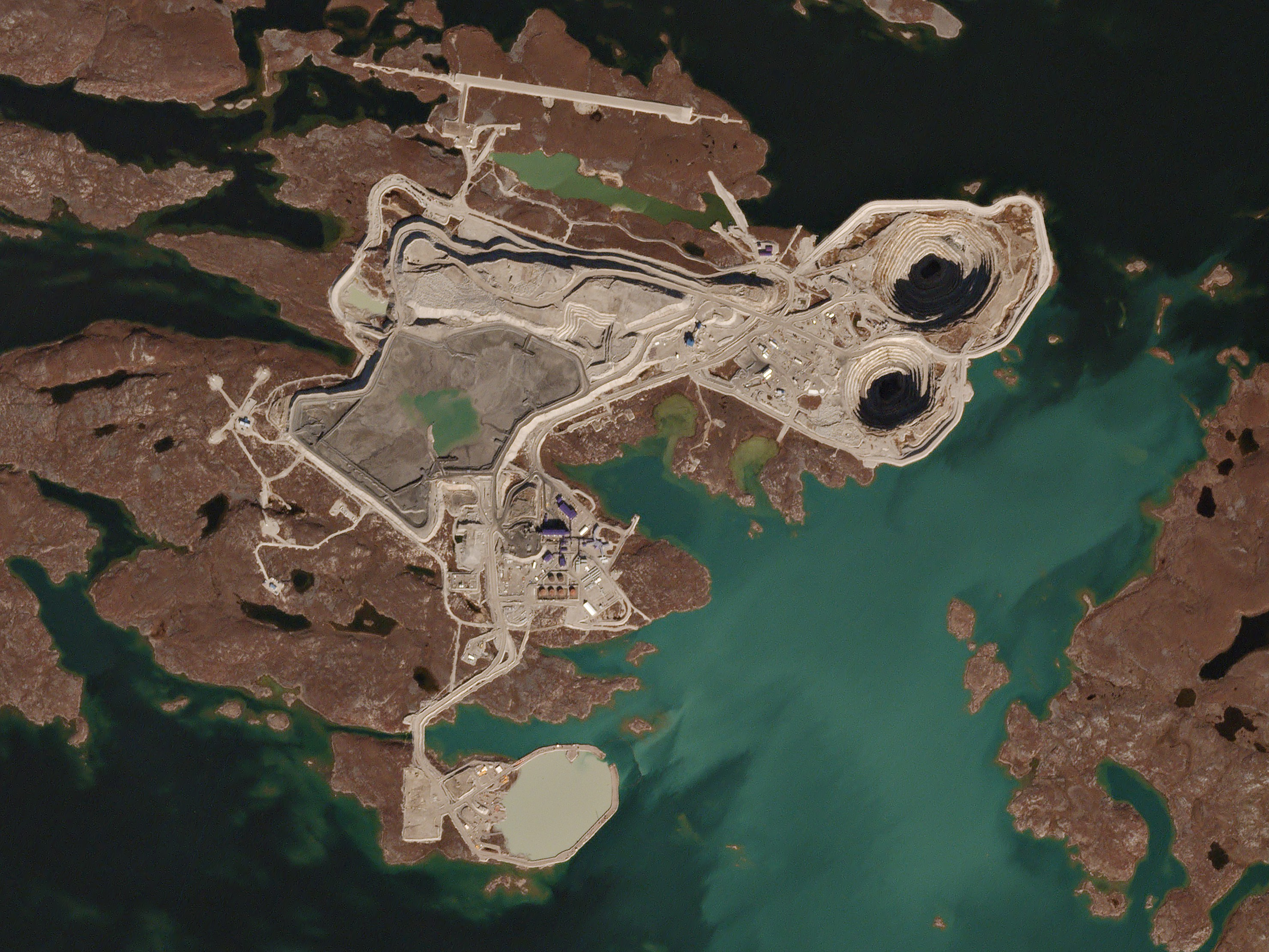
Vista aérea da Mina de Diamantes Diavik, na Região de North Slave.

Os recursos geológicos dos Territórios do Noroeste incluem ouro, diamantes, gás natural e petróleo. A BP é a única companhia de petróleo atualmente produzindo petróleo no território. Os diamantes do território são promovidos como uma alternativa à compra de diamantes de sangue. Duas das maiores empresas de recursos minerais do mundo, a BHP Billiton e a Rio Tinto, extraem muitos dos seus diamantes no território. Em 2010, os Territórios do Noroeste representaram 28,5% da produção total de diamantes da Rio Tinto (3,9 milhões de quilates, 17% a mais que em 2009, da Mina de Diamantes Diavik) e 100% da BHP (3,05 milhões de quilates da Mina EKATI).

### Turismo
Durante o inverno, muitos visitantes internacionais vão a Yellowknife para observar as auroras. Cinco áreas administradas pela Parks Canada estão situadas dentro do território. O Parque Nacional Aulavik e o Parque Nacional Tuktut Nogait estão na parte norte dos Territórios do Noroeste. Partes do Parque Nacional Wood Buffalo estão localizadas nos Territórios do Noroeste, embora a maior parte esteja localizada na vizinha Alberta. A Parks Canada também administra duas reservas de parques, a Reserva do Parque Nacional Nááts'ihch'oh e a Reserva do Parque Nacional Nahanni.

## Educação

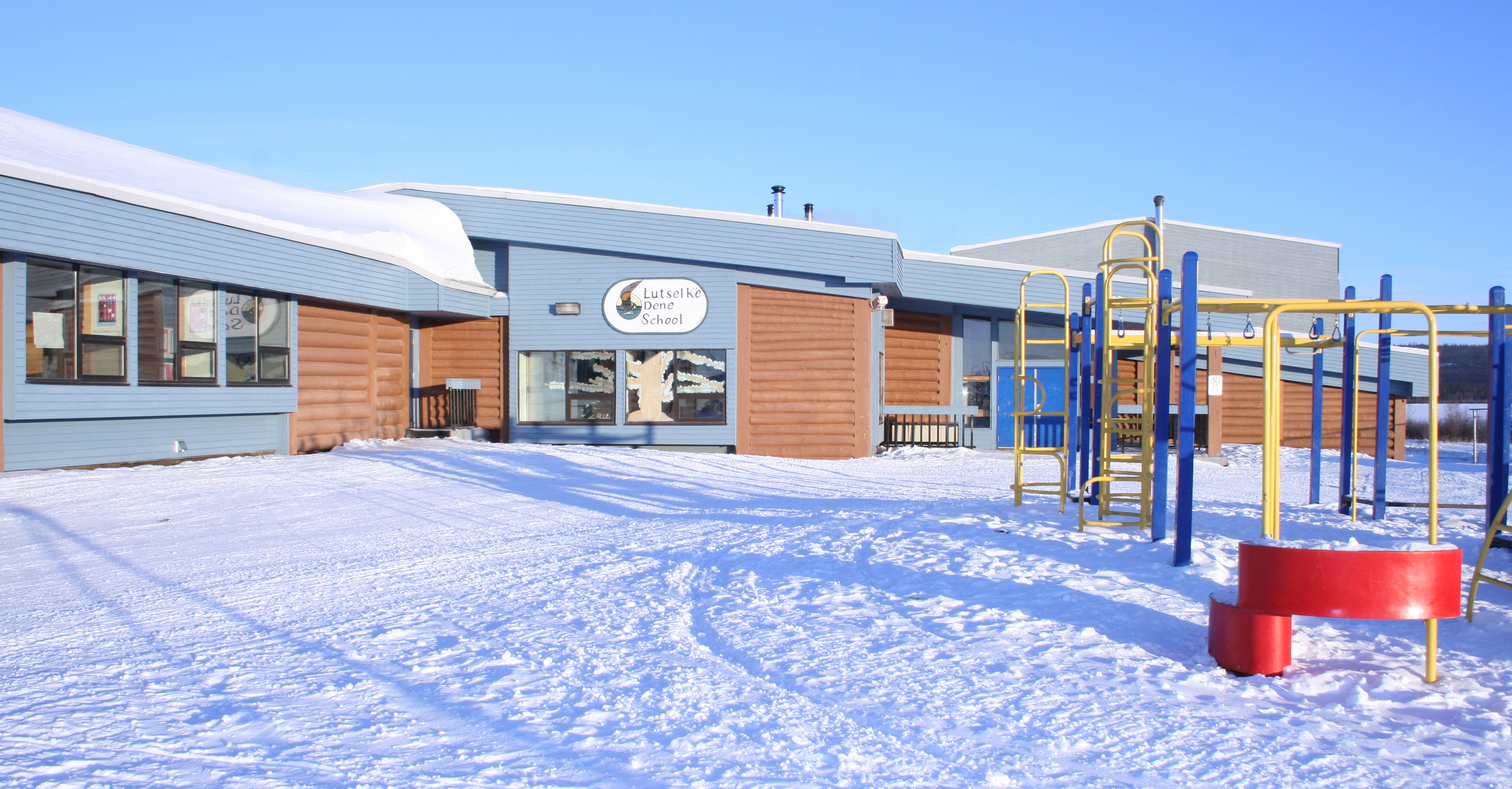
Escola Dene Lutsel K'e, em Łutselk'e.

Os Territórios do Noroeste têm cerca de 49 escolas espalhadas pelos principais municípios do território sob o Departamento de Educação, Cultura e Emprego dos Territórios do Noroeste. Das 49 escolas, 10 estão na capital Yellowknife, 5 em Hay River, 2 em Inuvik, 2 em Fort Smith, 2 em Behchokǫ̀, 2 em Fort Simpson, 1 em Tuktoyaktuk, 1 em Norman Wells, 1 em Fort McPherson, 1 em Fort Providence, 1 em Aklavik, 1 em Deline, 1 em Fort Good Hope, 1 em Fort Liard, 1 em Tulita. O restantes está em outros municípios menores.

### Ensino superior

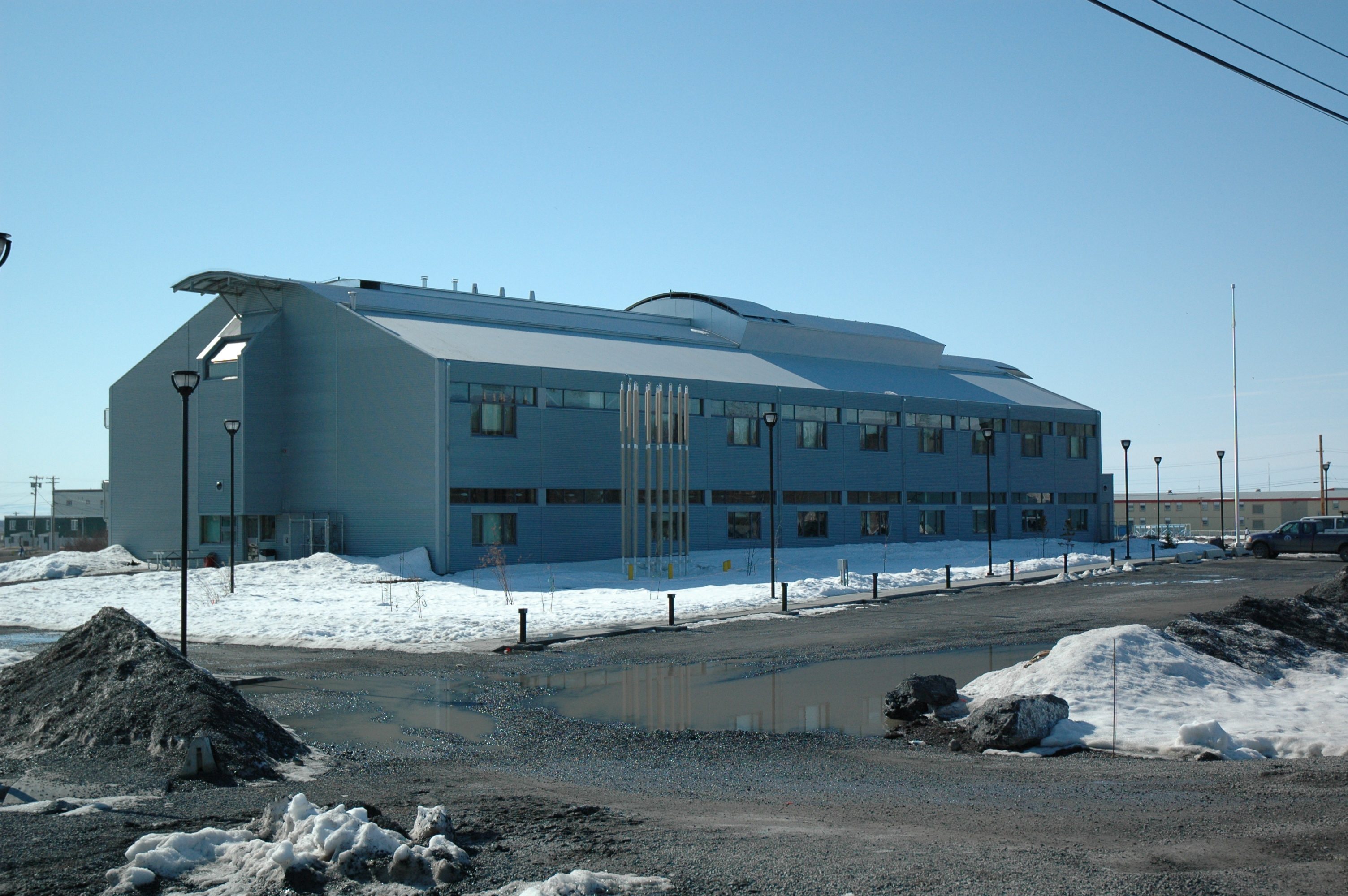
Campus do Aurora College em Inuvik.

O ensino superior nos Territórios do Noroeste traça o desenvolvimento e a expansão do ensino superior (também descrito como educação de nível pós-secundário ou superior) nos Territórios do Noroeste. No Canadá, a educação é uma preocupação provincial ou territorial e não há regulamentação nacional nem órgão de credenciamento.
Há apenas uma instituição pós-secundária no NWT, o Aurora College. O antigo Arctic College foi dividido em Aurora College e Nunavut Arctic College quando o território de Nunavut foi criado em 1999. O Aurora College possui campus em Inuvik, Fort Smith e Yellowknife. Tem centros de aprendizagem em muitas outras comunidades no território.
O Departamento Territorial de Educação, Cultura e Emprego é o órgão do governo responsável pelo ensino pós-secundário nos Territórios do Noroeste. Eles reconheceram 2 instituições pós-secundárias: o Aurora College, que tem financiamento público central, e anteriormente uma Academia de Aprendizagem. Uma terceira instituição, o Colégio Nórdico Francófono, oferece educação aos residentes de língua francesa no território. Além disso, o Great Slave Helicopters Flight Training Center aplica o treinamento de Sistemas de Posicionamento Global para a educação de pilotos de helicóptero.

## Política
Como território, os Territórios do Noroeste tem menos direitos do que as províncias. Durante seu mandato, o primeiro-ministro Kakfwi pressionou para que o governo federal concedesse mais direitos ao território, incluindo uma parcela maior dos retornos dos recursos naturais do território para o território. A devolução de poderes ao território foi uma questão na 20ª eleição geral em 2003, e tem sido desde que o território começou a eleger membros em 1881.

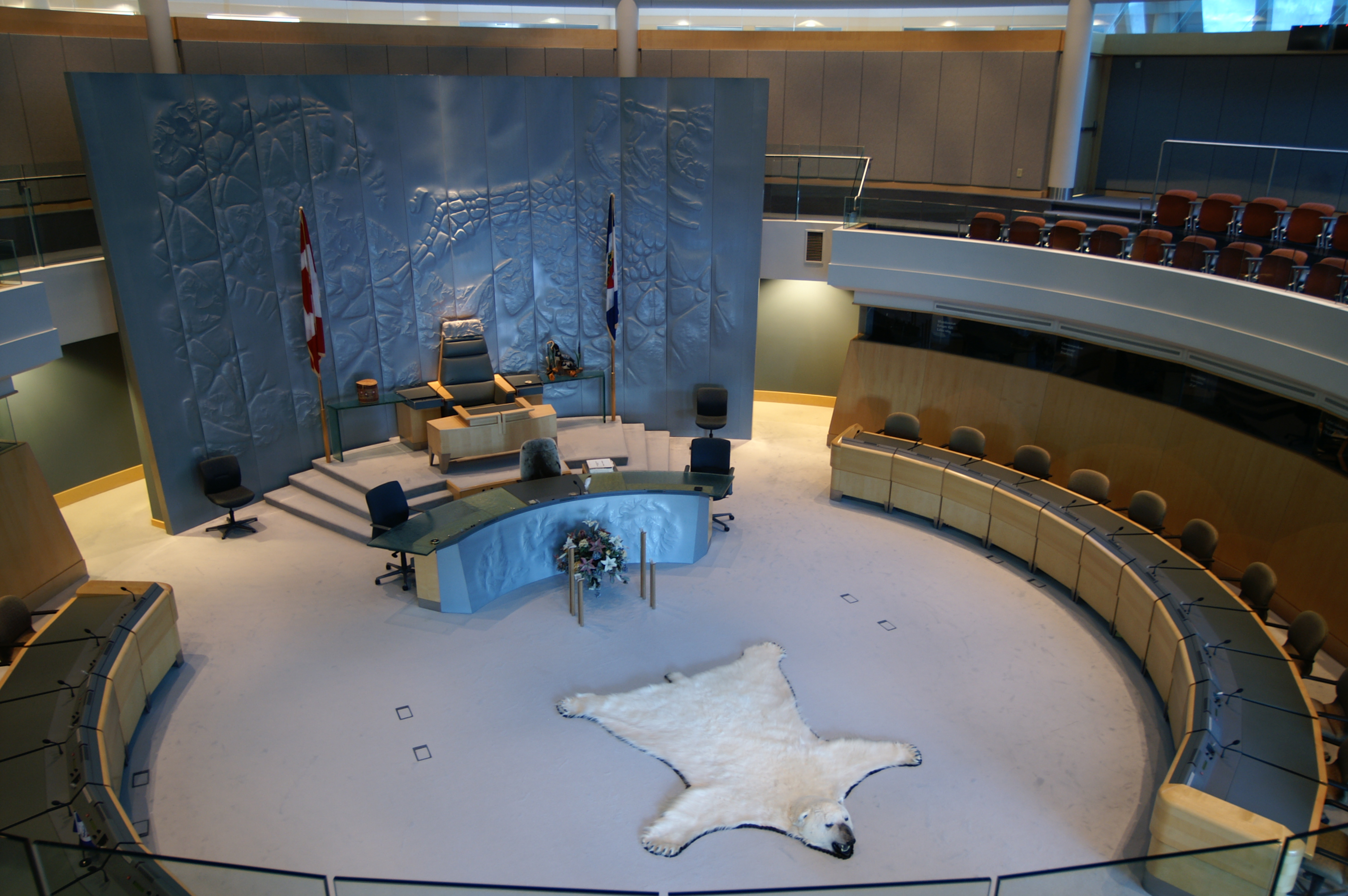
Câmara Legislativa do Edifício Legislativo dos Territórios do Noroeste.

O comissário do território é o chefe do executivo e é nomeado pelo Governador-em-Conselho do Canadá por recomendação do Ministro Federal dos Assuntos Aborígenes e Desenvolvimento do Norte. A posição costumava ser mais administrativa e governamental, mas com a devolução de mais poderes à assembleia eleita desde 1967, a posição tornou-se simbólica. O comissário tinha plenos poderes governamentais até 1980, quando os territórios receberam maior autogoverno. A Assembleia Legislativa, em seguida, começou a eleger um gabinete e líder do governo, mais tarde conhecido como o primeiro-ministro. Desde 1985, o comissário não mais preside as reuniões do Conselho Executivo (ou gabinete), e o governo federal instruiu os comissários a se comportarem como um tenente-governador provincial. Ao contrário dos tenentes-governadores, o comissário dos Territórios do Noroeste não é um representante formal da Rainha do Canadá.
Ao contrário dos governos provinciais e do governo de Yukon, o governo dos Territórios do Noroeste não tem partidos políticos, exceto o período entre 1898 e 1905. É um governo de consenso chamado Assembleia Legislativa. Este grupo é composto por um membro eleito de cada um dos dezenove círculos eleitorais. Após cada eleição geral, a nova Assembleia elege o primeiro-ministro e o Presidente por voto secreto. Sete MLAs também são escolhidos como ministros de gabinete, com o restante formando a oposição.
A atual Assembleia Legislativa é a 18ª e a mais recente eleição foi realizada em 23 de novembro de 2015. O primeiro-ministro é Bob McLeod. O membro do Parlamento para os Territórios do Noroeste é Michael McLeod (Partido Liberal). O comissário dos Territórios do Noroeste é Margaret Thom.
No Parlamento do Canadá, os Territórios do Noroeste compreendem uma única divisão do senado e um único distrito eleitoral da Câmara dos Comuns, intitulado Territórios do Noroeste (Ártico Ocidental até 2014).

### Divisões administrativas
- Região de Dehcho (Fort Simpson)
- Região de Inuvik (Inuvik)

Regiões administrativas dos Territórios do Noroeste

- Região de North Slave (Behchoko e Yellowknife)
- Região de Sahtu (Norman Wells)
- Região de South Slave (Fort Smith e Hay River)

### Departamentos
O Governo dos Territórios do Noroeste compreende os seguintes departamentos: Educação, Cultura e Emprego, Meio Ambiente e Recursos Naturais, Assuntos Executivos e Indígenas, Finança, Saúde e Serviços Sociais, Indústria, Turismo e Investimento, Infraestrutura, Justiça, Terras, Assembleia Legislativa e Assuntos Municipais e Comunitários.

## Transportes

### Transporte público
A Yellowknife Transit é a agência de transporte público na cidade de Yellowknife e é o único sistema de transporte dentro dos Territórios do Noroeste.

### Rodovias

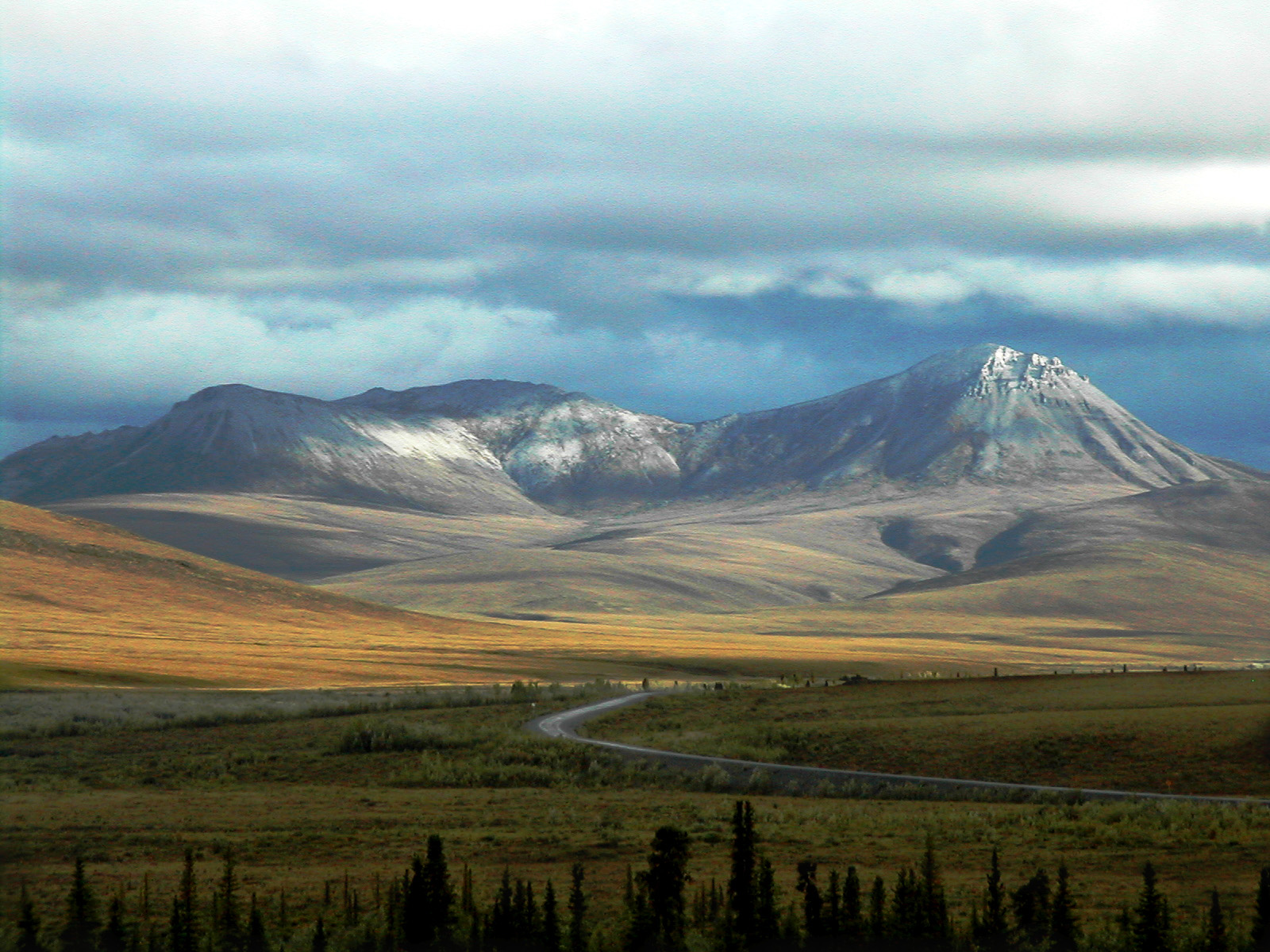
Rodovia Dempster perto das montanhas de Richardson

Os Territórios do Noroeste tem oito rodovias numeradas. A mais longa é a rodovia Mackenzie, que se estende do extremo norte da rodovia Alberta 35, no sul, na fronteira entre Alberta e os Territórios do Noroeste, no paralelo 60 até a cidade de Wrigley ao norte. Estradas de gelo e estradas de inverno também são proeminentes e proporcionam acesso rodoviário no inverno a cidades e minas que, de outra forma, seriam locais inacessíveis por terra. A rodovia Yellowknife se ramifica da rodovia Mackenzie e a conecta a Yellowknife. A rodovia Dempster é a continuação da rodovia Klondike. Começa a oeste de Dawson City no Yukon, e continua a leste por mais de 700 quilômetros até Inuvik.
A cidade de Yellowknife não tinha acesso rodoviário durante o ano todo ao resto da rede de estradas do Canadá até a conclusão da ponte Deh Cho em 2012. Antes disso, o tráfego dependia do serviço de balsas no verão e de estradas de gelo no inverno para atravessar o rio Mackenzie. Isso se tornava um problema durante a primavera e o outono, quando o gelo não era espesso o suficiente para suportar a carga de veículos, e as balsa não podiam passar pelo gelo, o que exigiria que todos os produtos fossem transportados por transporte aéreo durante o período de transição.

### Aerovias

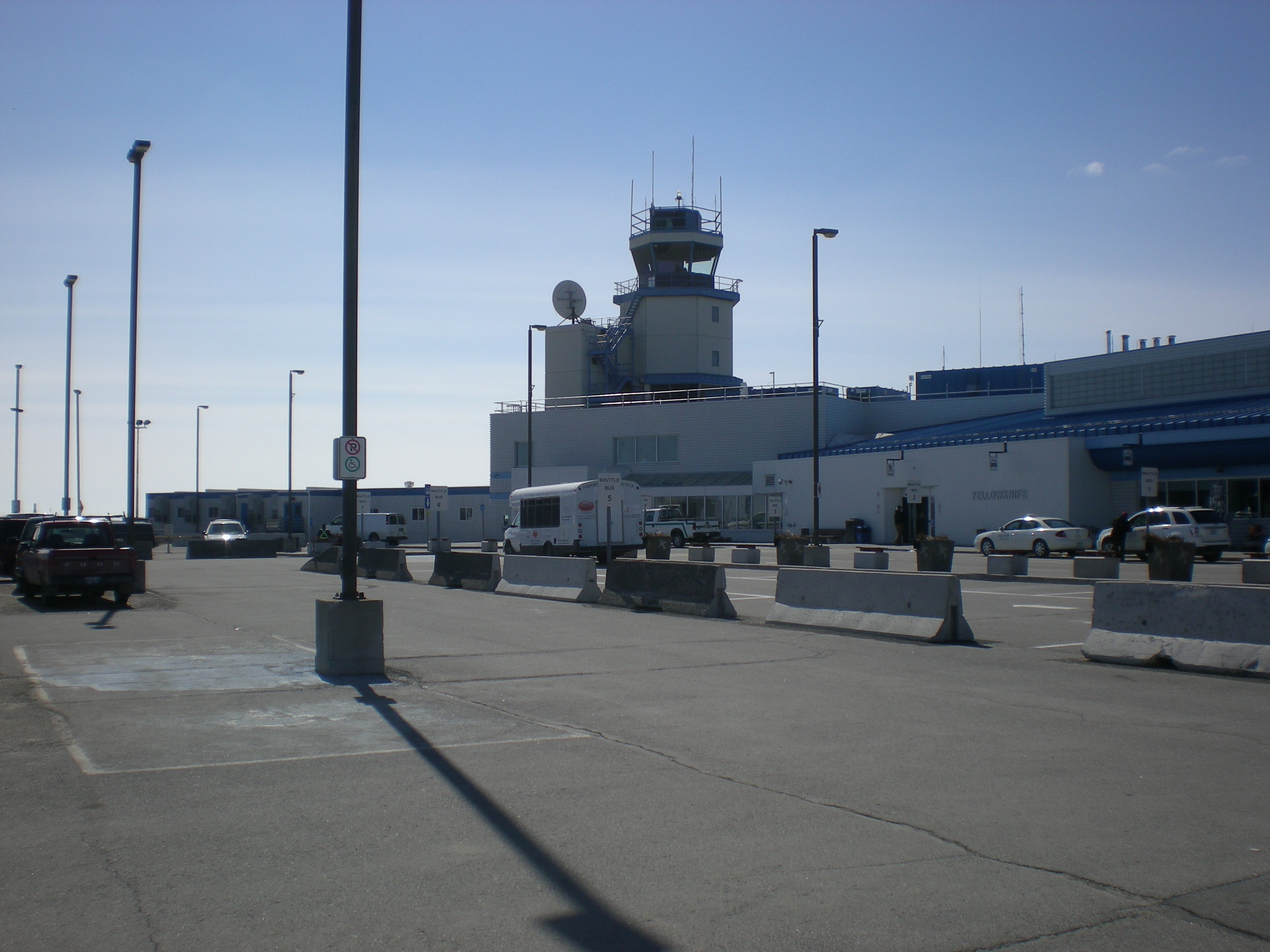
Entrada do Aeroporto de Yellowknife.

O Aeroporto de Yellowknife é o maior aeroporto do território em termos de movimento de aeronaves e passageiros. É o aeroporto de passagem para outros destinos dentro dos Territórios do Noroeste. Como aeroporto da capital do território, faz parte do Sistema Nacional de Aeroportos. É o centro de várias companhias aéreas regionais. As principais companhias aéreas que atendem a destinos dentro dos Territórios do Noroeste incluem a Buffalo Airways, a Canadian North, a First Air e a North-Wright Airways.